# Lijst van personen overleden in 1987
Dit is een lijst van personen die zijn overleden in 1987.

## Januari

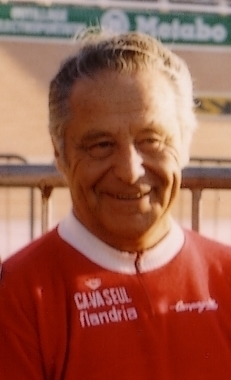
Jean de Gribaldy
2 januari

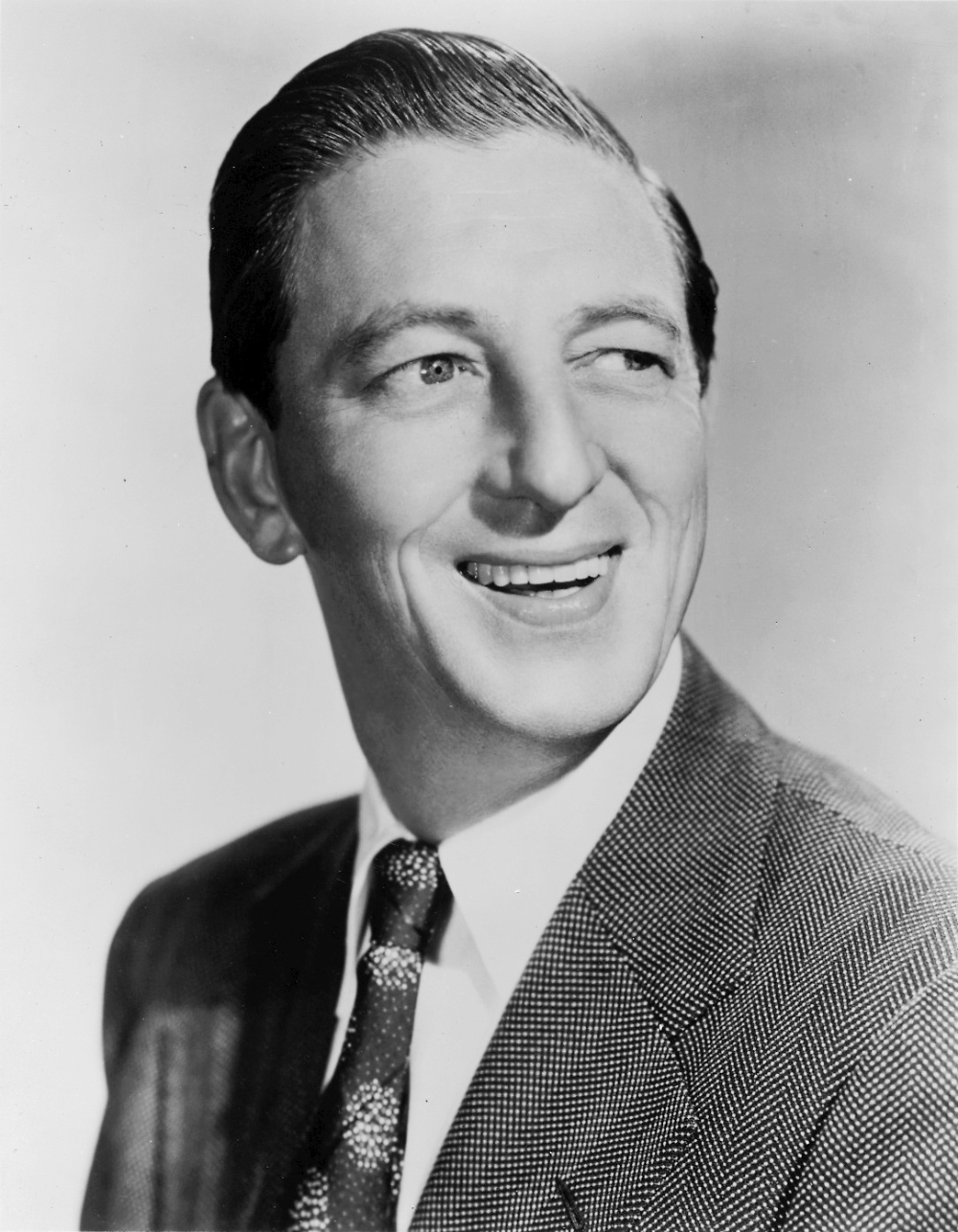
Ray Bolger
15 januari

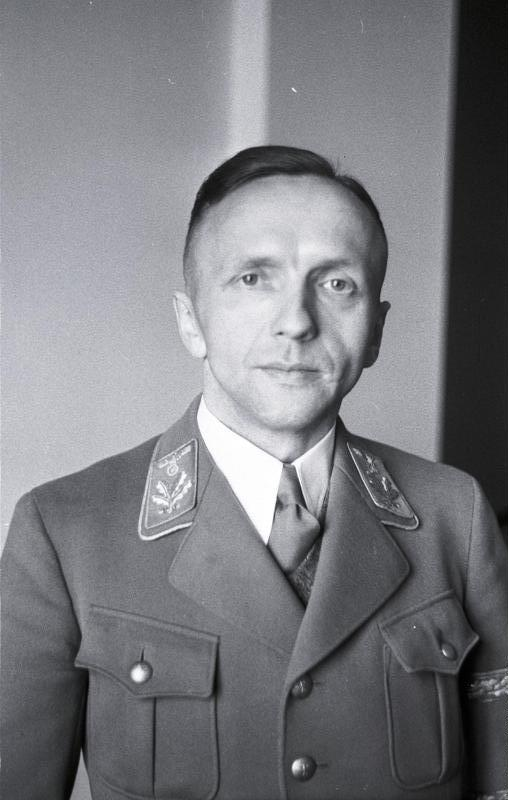
Gerhard Klopfer
29 januari

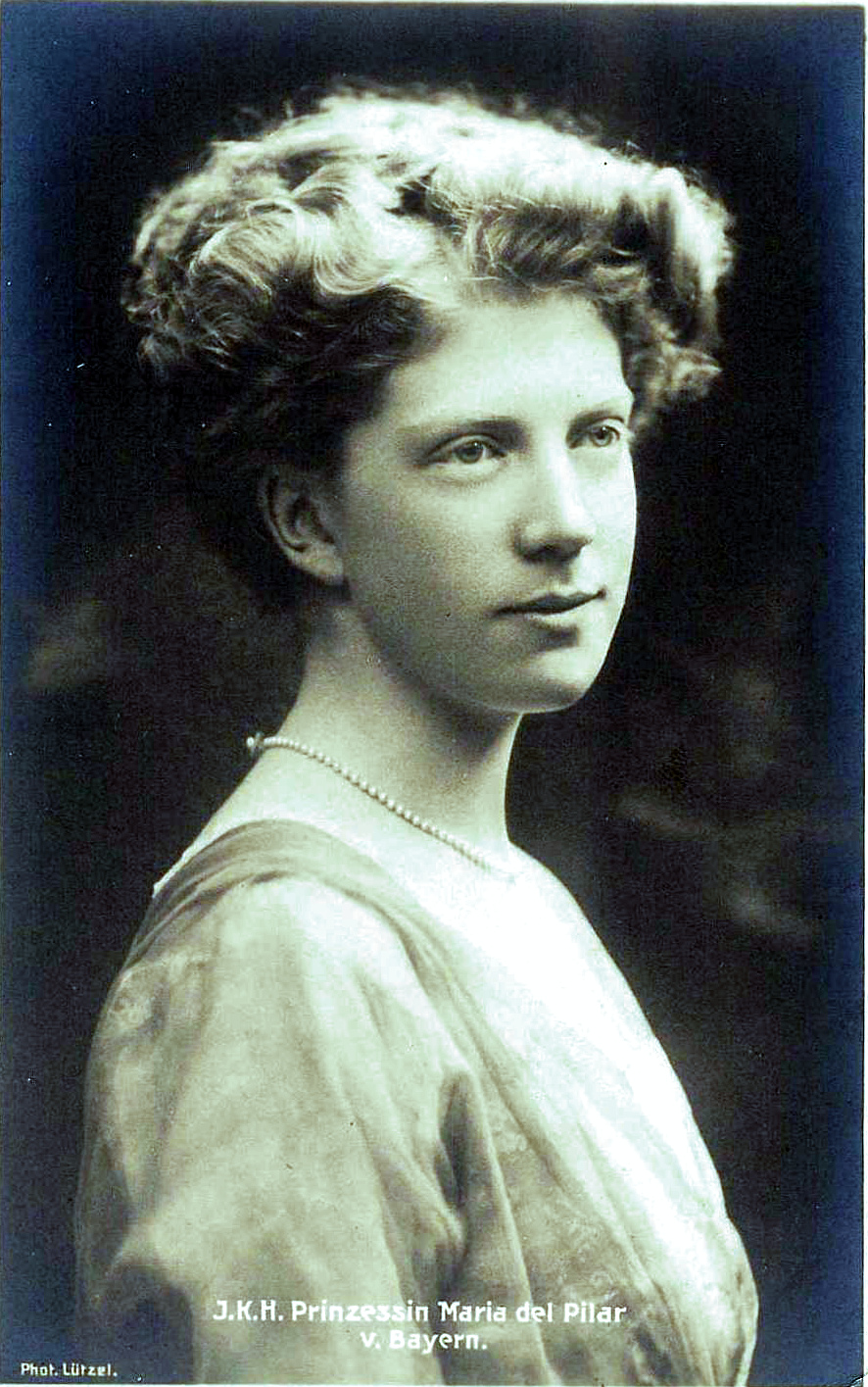
Maria Pilar van Beieren
29 januari

| 1 | 2 | 3 | 4 | 5 | 6 | 7 | 8 | 9 | 10 | 11 | 12 | 13 | 14 | 15 | 16 | 17 | 18 | 19 | 20 | 21 | 22 | 23 | 24 | 25 | 26 | 27 | 28 | 29 | 30 | 31 |
| - | - | - | - | - | - | - | - | - | -- | -- | -- | -- | -- | -- | -- | -- | -- | -- | -- | -- | -- | -- | -- | -- | -- | -- | -- | -- | -- | -- |

### 1 januari
- Maurice Mandelbaum (78), Amerikaans filosoof

### 2 januari
- Jean de Gribaldy (64), Frans wielrenner en ploegleider
- Frederik van Heek (79), Nederlands socioloog

### 4 januari
- René Van den Bulcke (73), Luxemburgs politicus

### 12 januari
- Albert Geerlings (109), oudste man in Nederland
- André Tassin (84), Frans voetballer

### 14 januari
- Karel Van Cauwelaert de Wyels (81), Belgisch politicus

### 15 januari
- Ray Bolger (83), Amerikaans acteur

### 17 januari
- Raymond Scheyven (75), Belgisch politicus
- Jigdral Yeshe Dorje (82), Tibetaans geestelijke

### 19 januari
- Albert Delahaye (71), Nederlands historicus
- Lawrence Kohlberg (59), Amerikaans psycholoog

### 21 januari
- Pieter G. Buckinx (83), Belgisch dichter
- Gustav Lotterer (80), Duits componist

### 22 januari
- Robert Budd Dwyer (47), Amerikaans politicus

### 27 januari
- Marc Mijlemans (28), Belgisch journalist

### 28 januari
- Valerian Trifa (72), Roemeens-Amerikaans bisschop

### 29 januari
- Maria Pilar van Beieren (95), Duits prinses
- Gerhard Klopfer (81), Duits nationaalsocialist
- Hiroaki Zakoji (29), Japans componist en pianist

### 31 januari
- Yves Allégret (81), Frans filmregisseur
- David du Plessis (81), Zuid-Afrikaans geestelijke
- Emile Puettmann (65), Nederlands grafisch ontwerper

## Februari

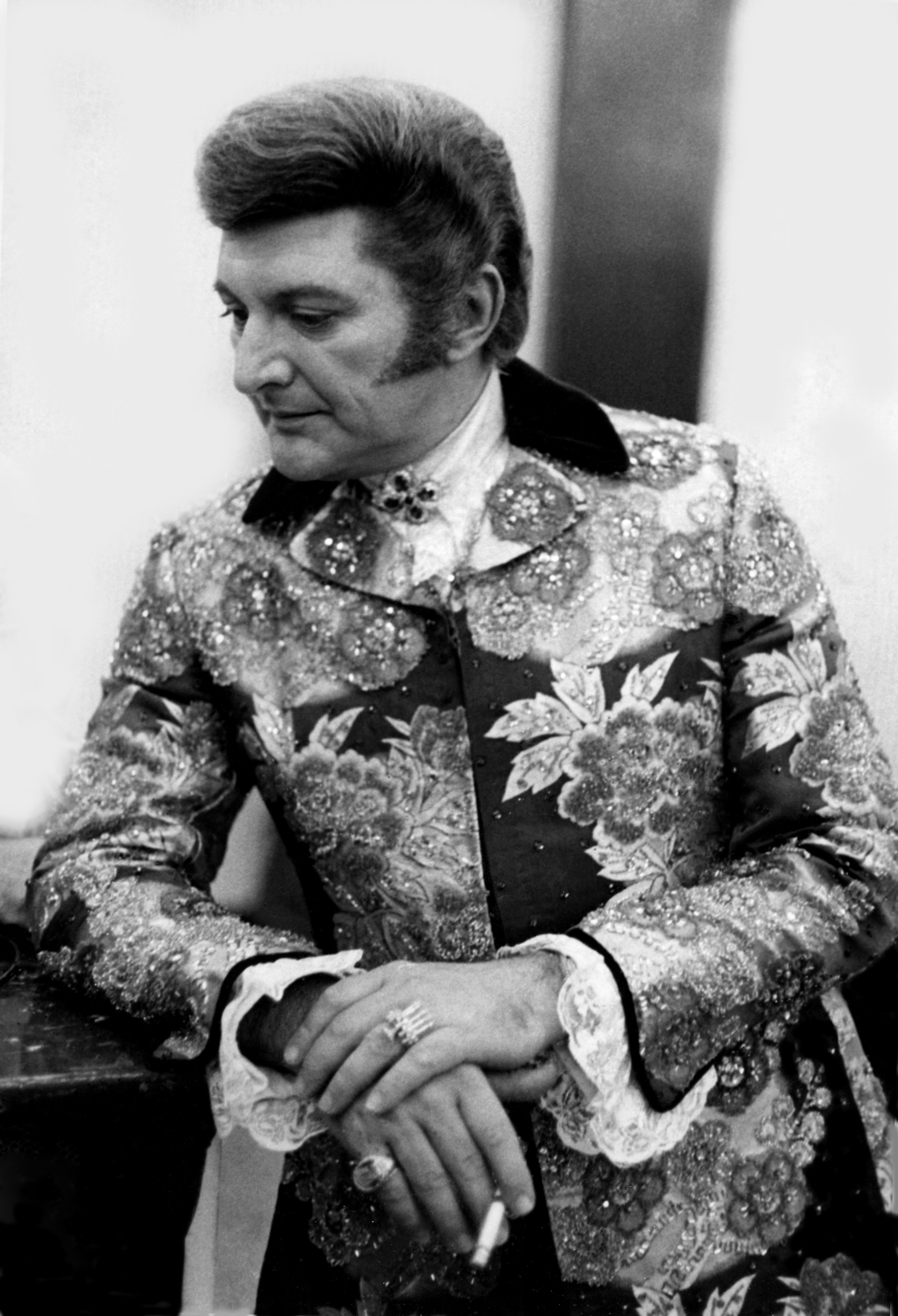
Liberace
4 februari

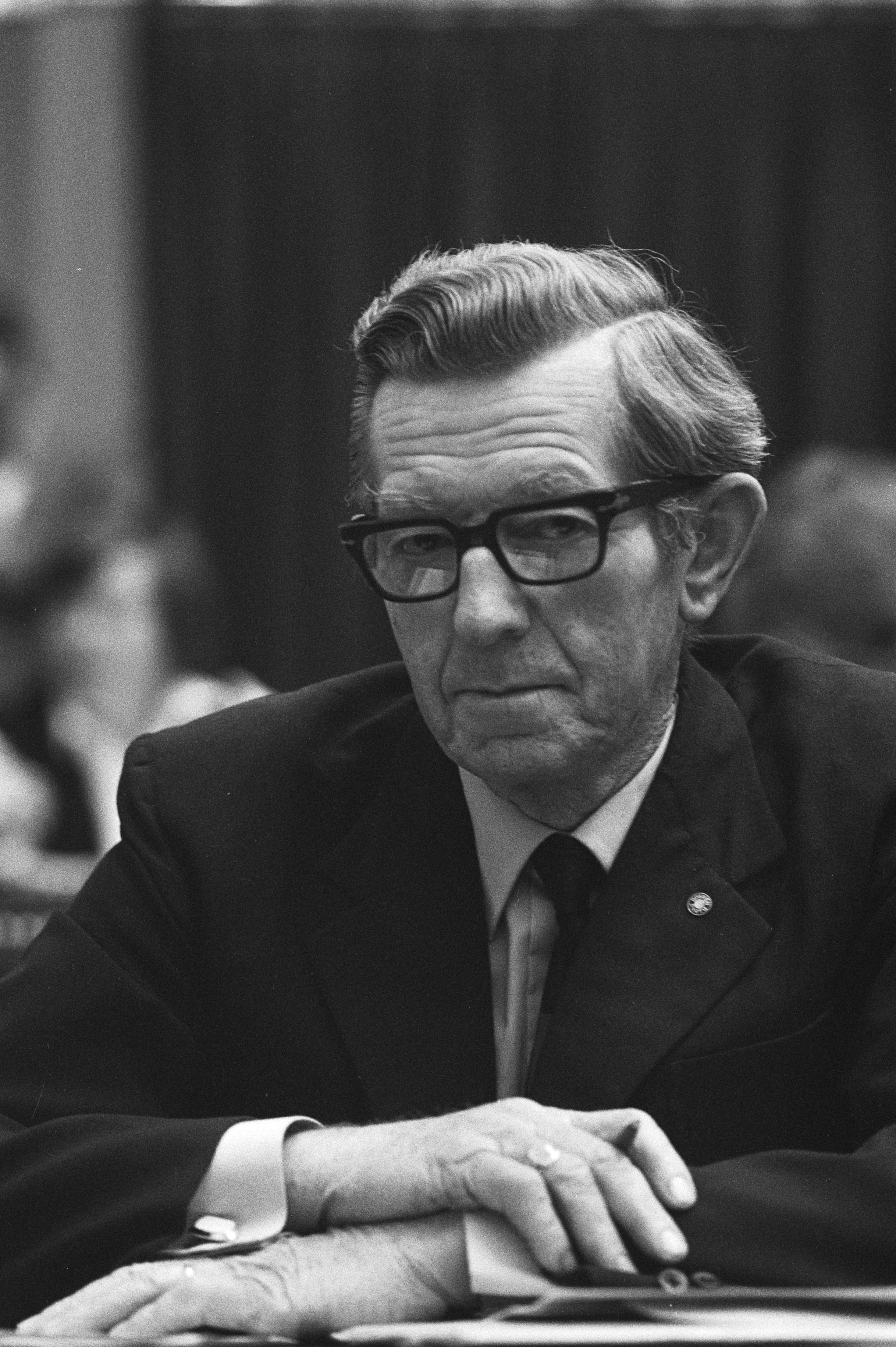
Hendrik Koekoek
8 februari

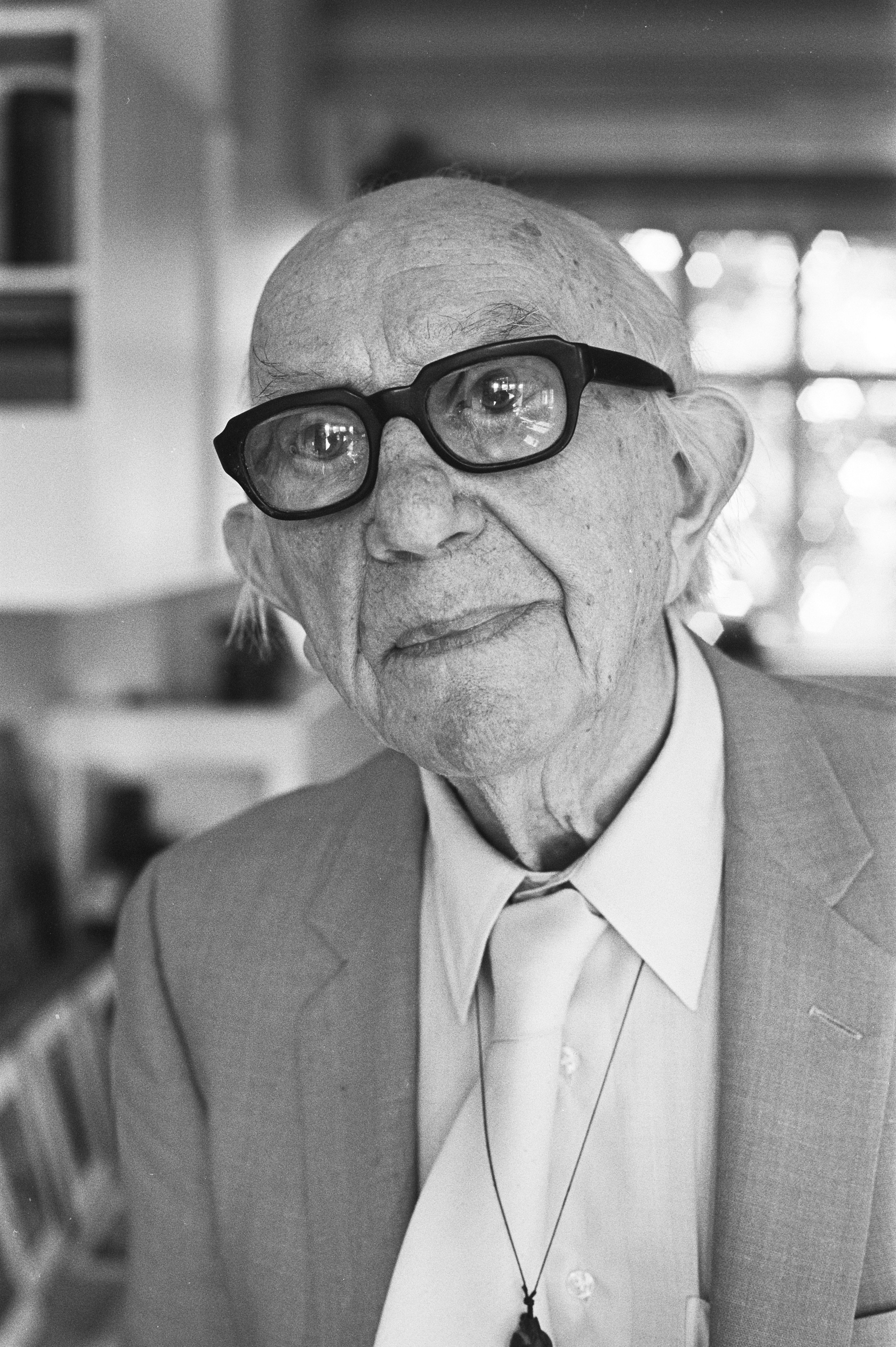
Hendrik Wijdeveld
20 februari

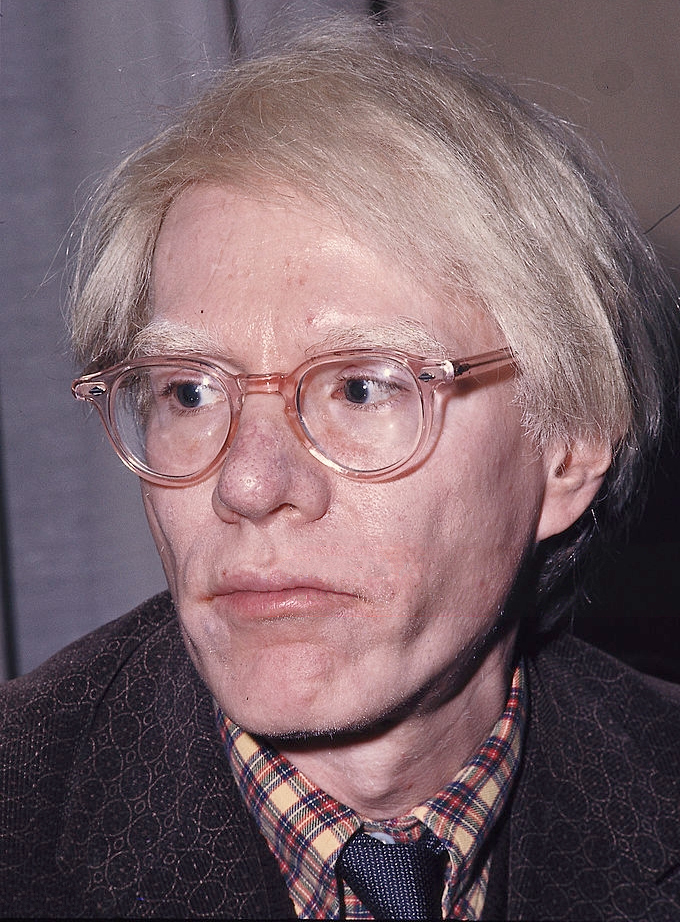
Andy Warhol
22 februari

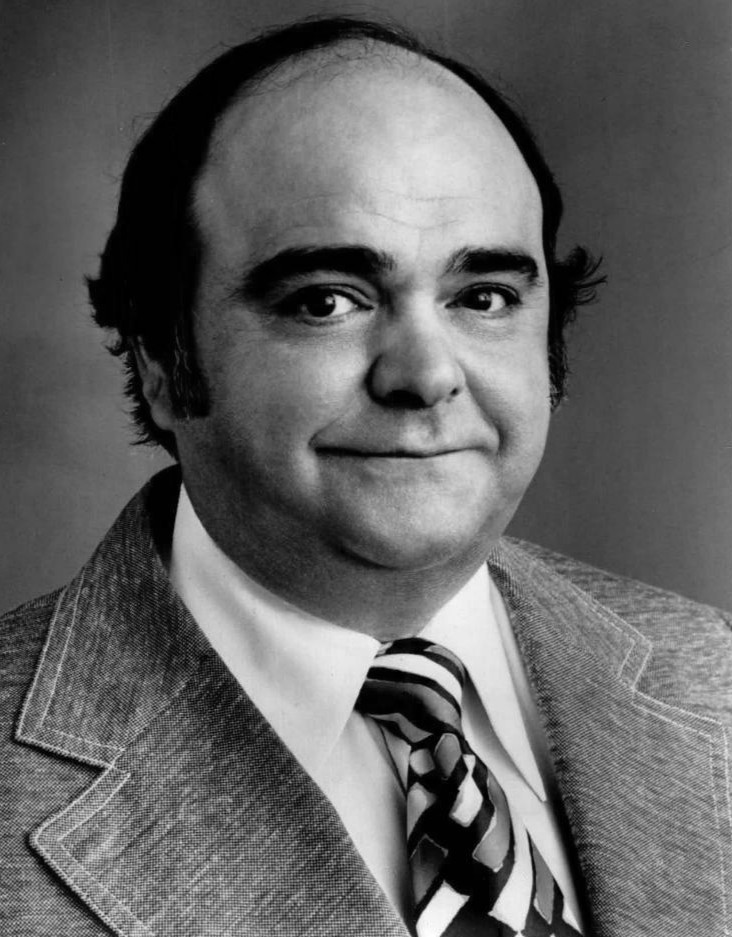
James Coco
25 februari

| 1 | 2 | 3 | 4 | 5 | 6 | 7 | 8 | 9 | 10 | 11 | 12 | 13 | 14 | 15 | 16 | 17 | 18 | 19 | 20 | 21 | 22 | 23 | 24 | 25 | 26 | 27 | 28 |
| - | - | - | - | - | - | - | - | - | -- | -- | -- | -- | -- | -- | -- | -- | -- | -- | -- | -- | -- | -- | -- | -- | -- | -- | -- |

### 1 februari
- Alessandro Blasetti (87), Italiaans filmregisseur
- Gustav Knuth (85), Duits acteur

### 2 februari
- Carlos José Castilho (59), Braziliaanse voetballer
- Jacob Estrin (63), Russisch schaker
- Alfred Lion (78), Amerikaans muziekproducent
- Alistair MacLean (64), Brits schrijver
- Mary McKinney (113), oudste persoon ter wereld

### 3 februari
- Theo Westerhout (64), Nederlands politicus

### 4 februari
- Bruce Jacobi (41), Amerikaans autocoureur
- Liberace (67), Amerikaans pianist
- Carl Rogers (85), Amerikaans psycholoog

### 5 februari
- William Collier jr. (84), Amerikaans acteur
- Franz Lichtenauer (86), Nederlands ondernemer en politicus

### 7 februari
- Claudio Villa (61), Italiaans zanger
- Adriaan van Wijngaarden (70), Nederlands wiskundige en informaticapionier

### 8 februari
- Michaël De Witte (23), Belgisch guerrillastrijder
- Hendrik Koekoek (74), Nederlands politicus

### 9 februari
- Leendert van den Muijzenberg (81), Nederlands verzetsstrijder
- Leo Turksma (81), Nederlands bokser

### 10 februari
- Gilbert Desmet II (50), Belgisch wielrenner
- Andy Linden (64), Amerikaans autocoureur
- Robert O'Brien (78), Amerikaans autocoureur
- Hans Rosenthal (61), Duits televisiepresentator
- Firmin Wantier (67), Belgisch componist

### 12 februari
- Dennis Poore (70), Brits autocoureur
- Everard van Royen (73), Nederlands fluitist
- Raymond Vouel (63), Luxemburgs politicus

### 13 februari
- Sjra Frencken (75), Nederlands burgemeester

### 14 februari
- Dmitri Kabalevski (82), Russisch componist
- Douglas Sirk (89), Duits-Amerikaans filmregisseur

### 17 februari
- Hans Tetzner (88), Nederlands voetballer en medicus

### 19 februari
- Willem Hendrik van den Berge (82), Nederlands politicus
- Henry-Russell Hitchcock (83), Amerikaans kunsthistoricus

### 20 februari
- Edgar P. Jacobs (82), Belgisch striptekenaar
- Manuel Marques (69), Portugees voetballer
- Joseph Parecattil (74), Indiaas geestelijke
- Hendrik Wijdeveld (101), Nederlands architect en grafisch ontwerper

### 21 februari
- Lo van Hensbergen (69), Nederlands acteur en regisseur
- Dik van Kleef (59), Nederlands politicus

### 22 februari
- Andy Warhol (58), Amerikaans kunstschilder

### 23 februari
- José Afonso (57), Portugees zanger
- Robert Braet (75), Belgisch voetballer

### 24 februari
- Hendricus van der Maas (87), Nederlands vliegtuigbouwkundige

### 25 februari
- James Coco (56), Amerikaans acteur
- Siep Posthumus (76), Nederlands politicus

### 27 februari
- Jose Diokno (65), Filipijns senator en mensenrechtenadvocaat

### 28 februari
- Kees Jonker (77), Nederlands zeiler

## Maart

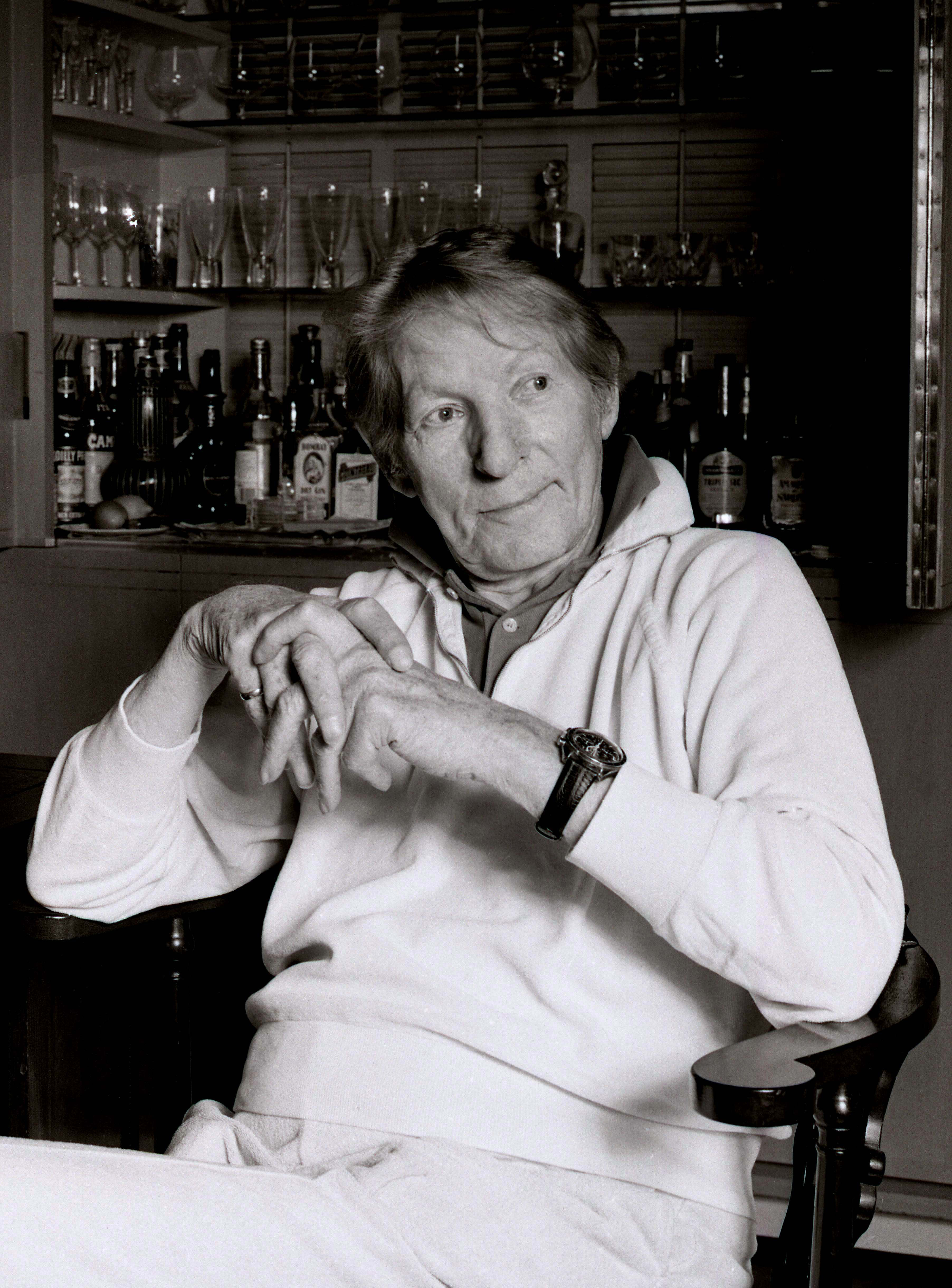
Danny Kaye
3 maart

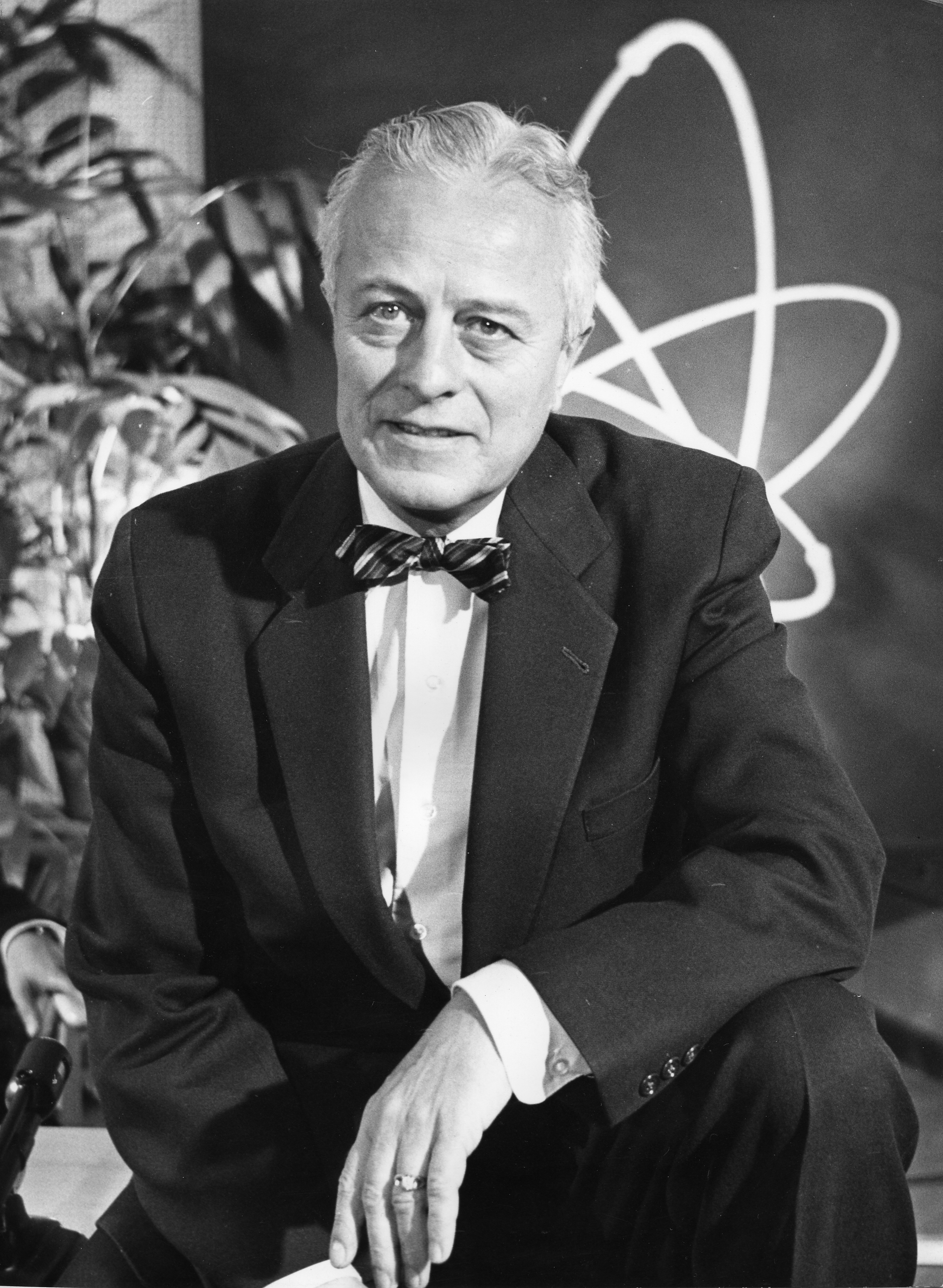
W. Sterling Cole
15 maart

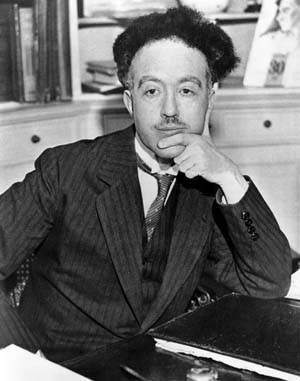
Louis de Broglie
19 maart

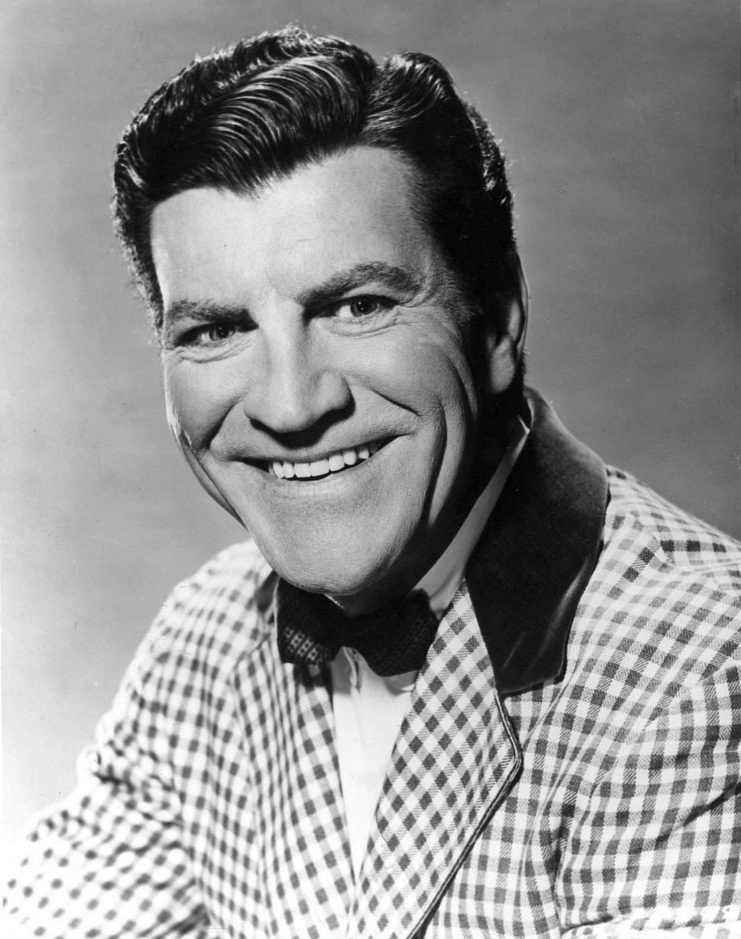
Robert Preston
21 maart

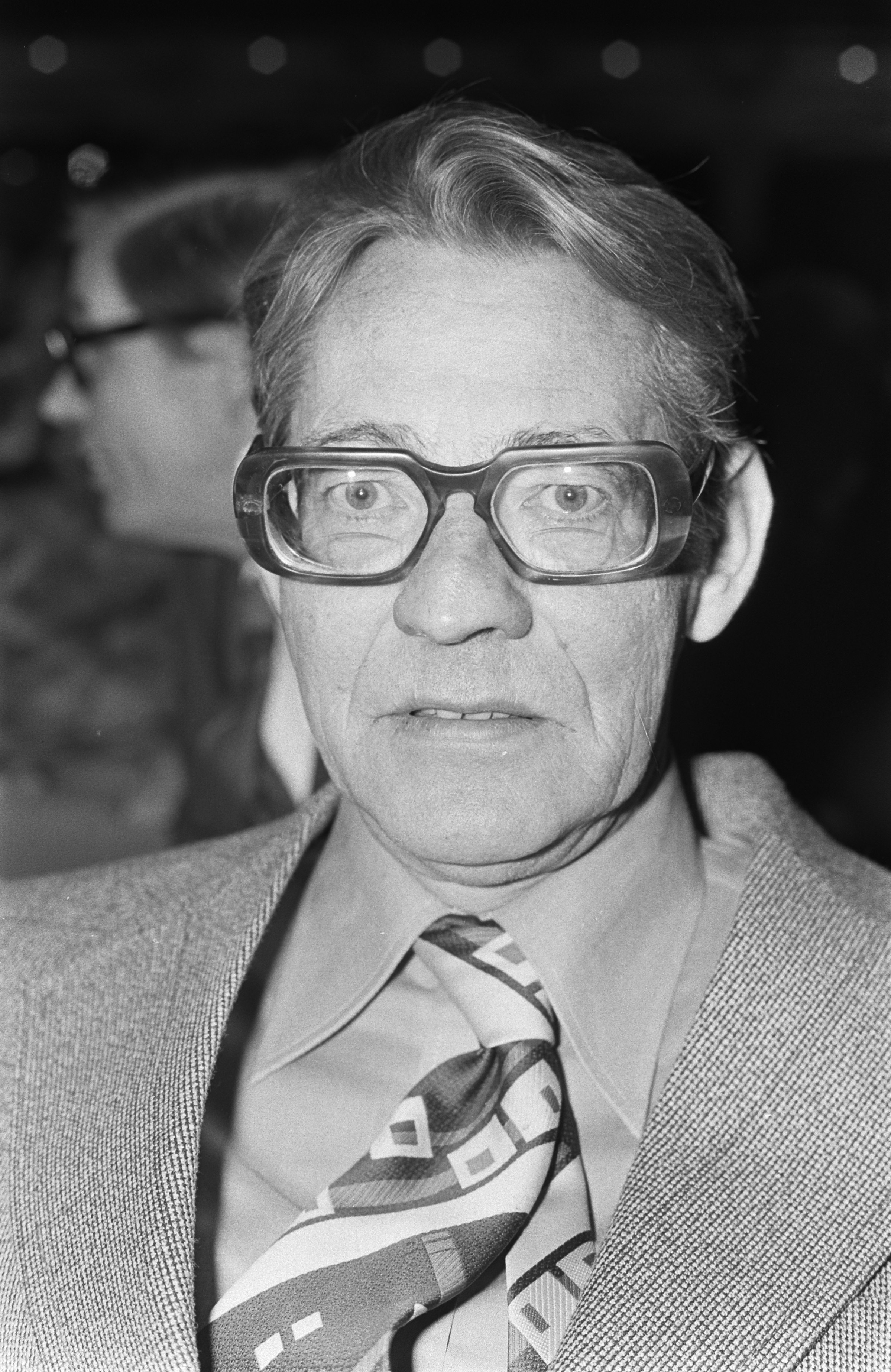
Reinout Bakker
25 maart

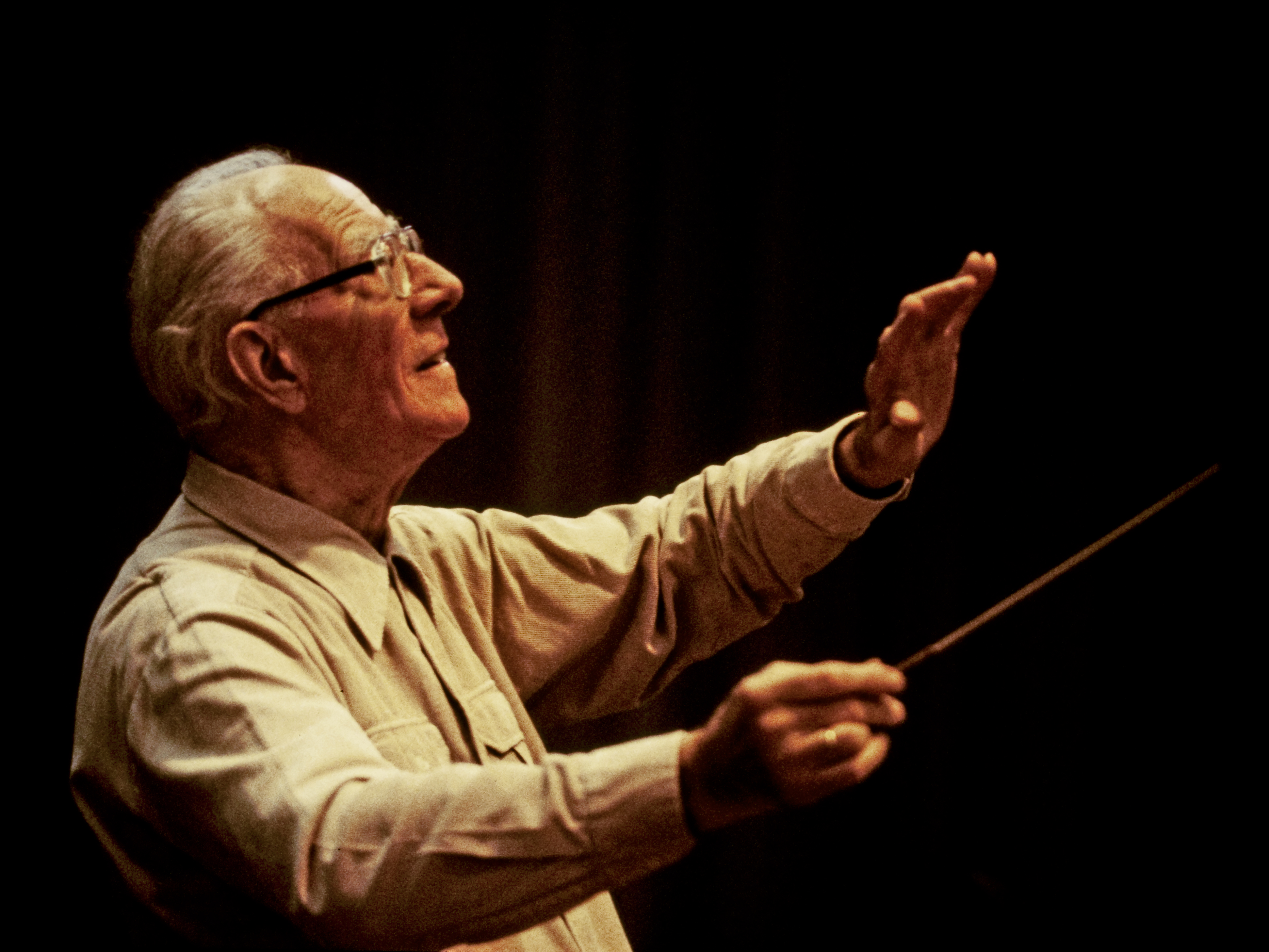
Eugen Jochum
26 maart

| 1 | 2 | 3 | 4 | 5 | 6 | 7 | 8 | 9 | 10 | 11 | 12 | 13 | 14 | 15 | 16 | 17 | 18 | 19 | 20 | 21 | 22 | 23 | 24 | 25 | 26 | 27 | 28 | 29 | 30 | 31 |
| - | - | - | - | - | - | - | - | - | -- | -- | -- | -- | -- | -- | -- | -- | -- | -- | -- | -- | -- | -- | -- | -- | -- | -- | -- | -- | -- | -- |

### 1 maart
- John Fernhout (73), Nederlands filmer en fotograaf
- Bernard van Groningen (92), Nederlands classicus en onderwijsbestuurder
- Wolfgang Seidel (60), Duits autocoureur

### 2 maart
- Randolph Scott (89), Amerikaans acteur

### 3 maart
- Danny Kaye (76), Amerikaans acteur, zanger en komiek
- Robert Marcel (87), Belgisch acteur
- Rafael Salas (58), Filipijns politicus

### 6 maart
- Eddie Durham (80), Amerikaans jazzmusicus
- Wim Lagendaal (77), Nederlands voetballer
- Adolphe Van Loey (81), Belgisch taalkundige

### 7 maart
- Jan Britstra (81), Nederlands atleet

### 9 maart
- Bobby Locke (69), Zuid-Afrikaans golfer

### 10 maart
- Allan Jaffe (51), Amerikaans jazzmusicus
- Guy Ladreit de Lacharrière (67), Frans diplomaat
- Maurice Mayence (88), Belgisch politicus
- Jan Coenraad Nachenius (96), Nederlands kunstenaar en collaborateur

### 11 maart
- Robert Lobovsky (82), Oostenrijks componist

### 12 maart
- Alex Rosseels (38), Belgisch schrijver

### 13 maart
- Bernhard Grzimek (77), Duits zoöloog
- Gerald Moore (87), Brits pianist

### 14 maart
- Fredericus Henricus Maria van Straelen (87), Nederlands militair

### 15 maart
- W. Sterling Cole (82), Amerikaans politicus

### 18 maart
- Benedek Elemér Vidos (85), Nederlands schrijver

### 19 maart
- Louis de Broglie (94), Frans natuurkundige
- Ted Hazekamp (60), Nederlands politicus
- Arch Oboler (77), Amerikaans scenarioschrijver

### 20 maart
- Russell Ohl (89), Amerikaans natuurkundige

### 21 maart
- Josine de Bruyn Kops (46), Nederlands kunsthistorica
- Robert Preston (68), Amerikaans acteur

### 23 maart
- Aad van Leeuwen (81), Nederlands sportjournalist
- Adriaan Pitlo (85), Nederlands rechtsgeleerde

### 24 maart
- Vicente Calderón (73), Spaans voetbalbestuurder
- Arnošt Rychlý (85), Tsjecho-Slowaaks componist

### 25 maart
- Reinout Bakker (66), Nederlands filosoof

### 26 maart
- Eugen Jochum (84), Duits dirigent
- Mary Odette (85), Frans actrice

### 28 maart
- Maria von Trapp (82), Oostenrijks muzikante en publiciste
- Patrick Troughton (67), Brits acteur

## April

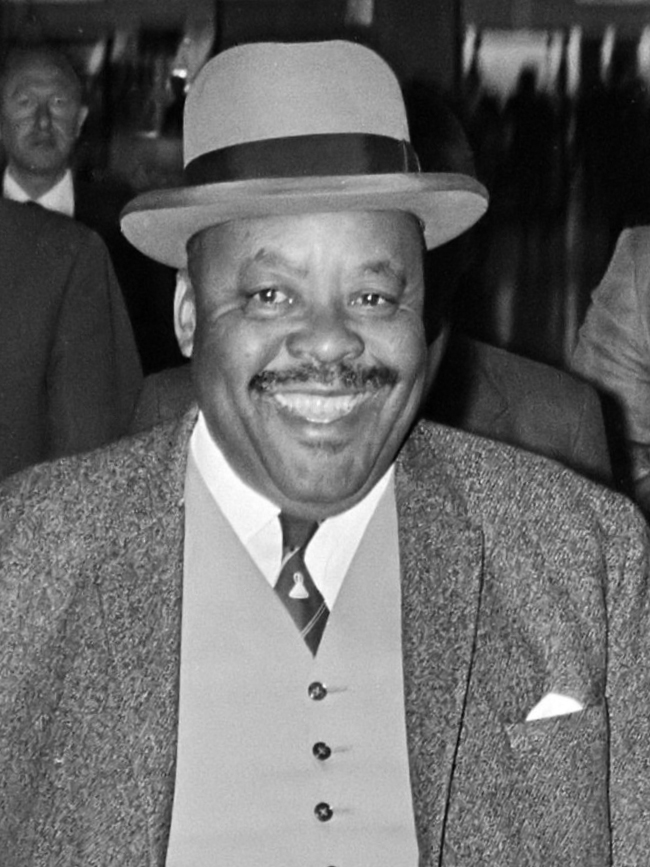
Leabua Jonathan
5 april

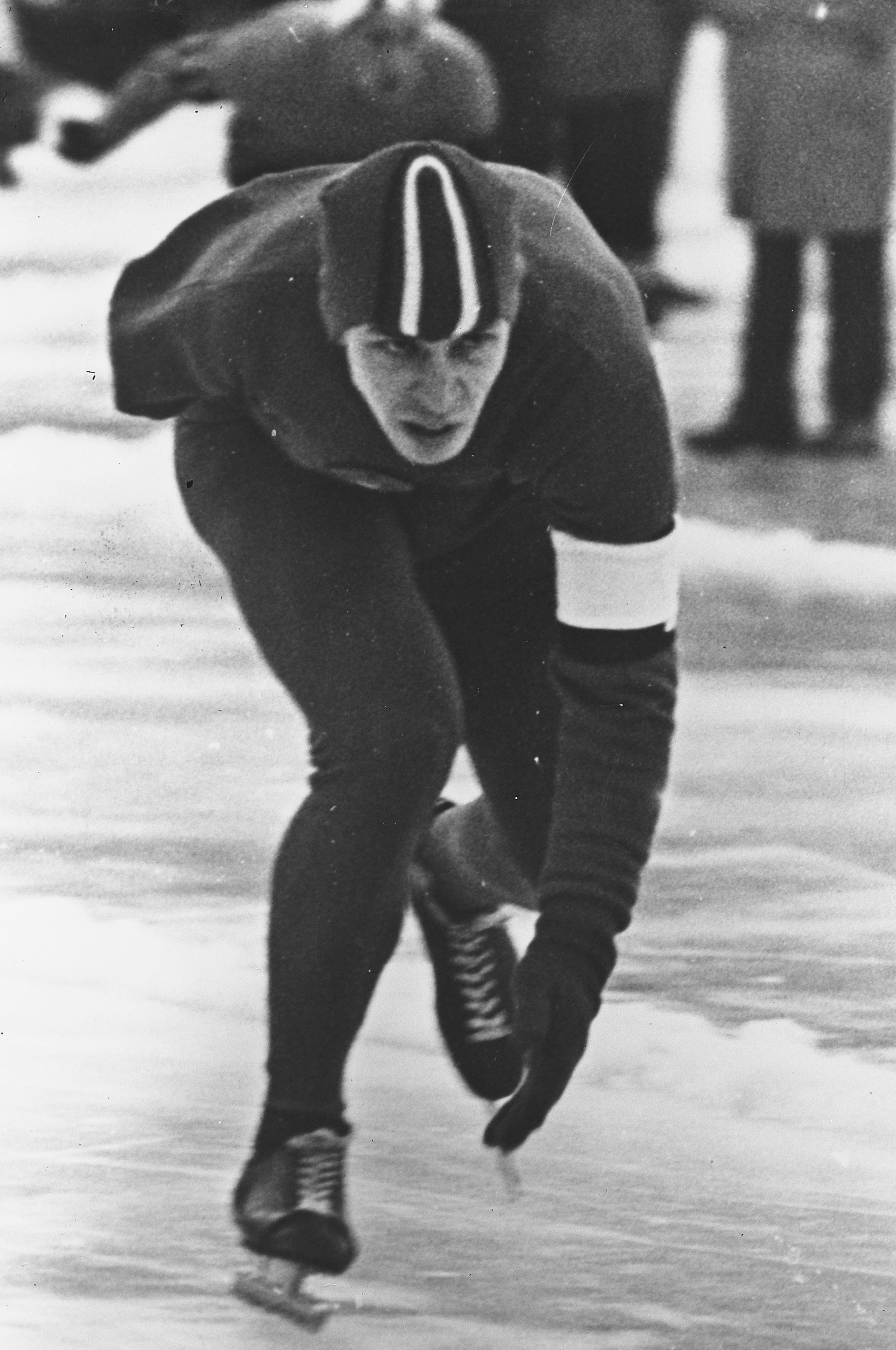
Vladimir Sjilikovski
7 april

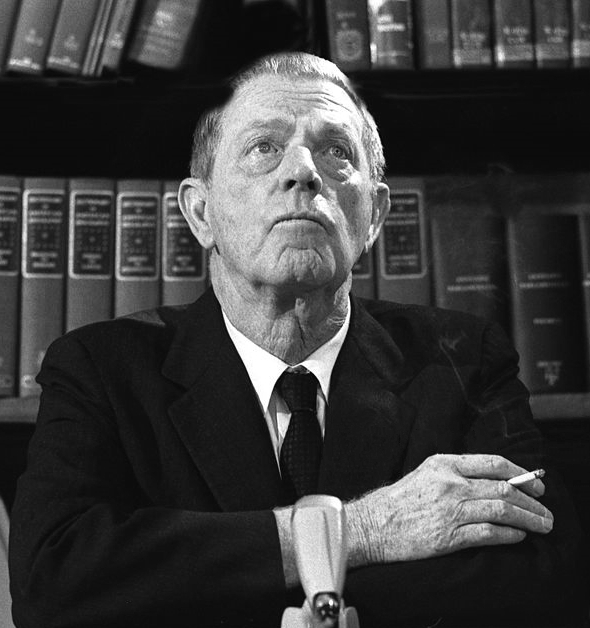
Erskine Caldwell
11 april

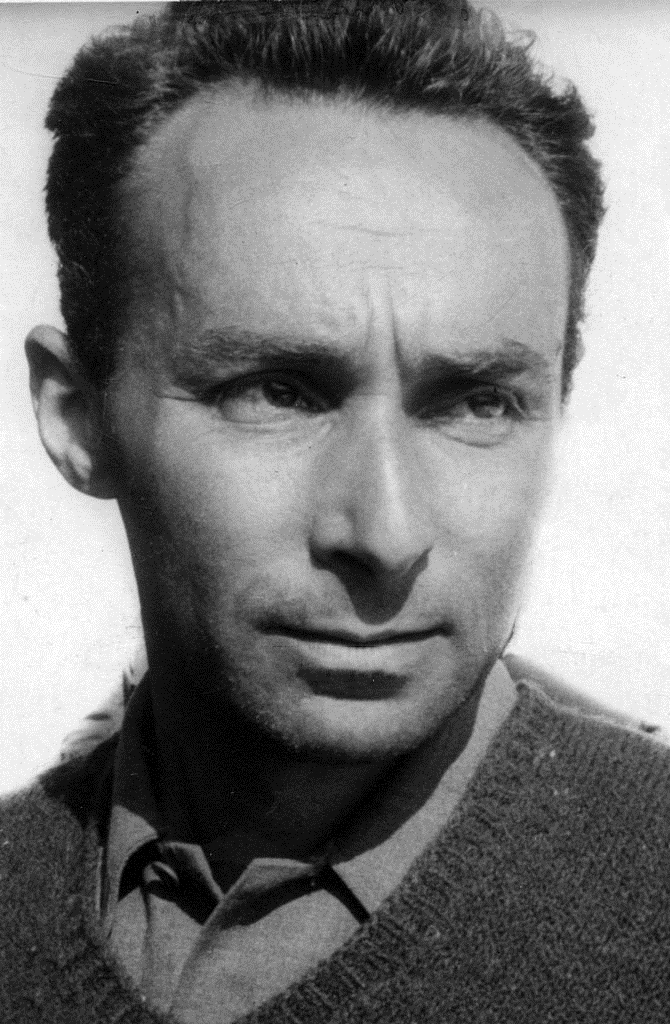
Primo Levi
11 april

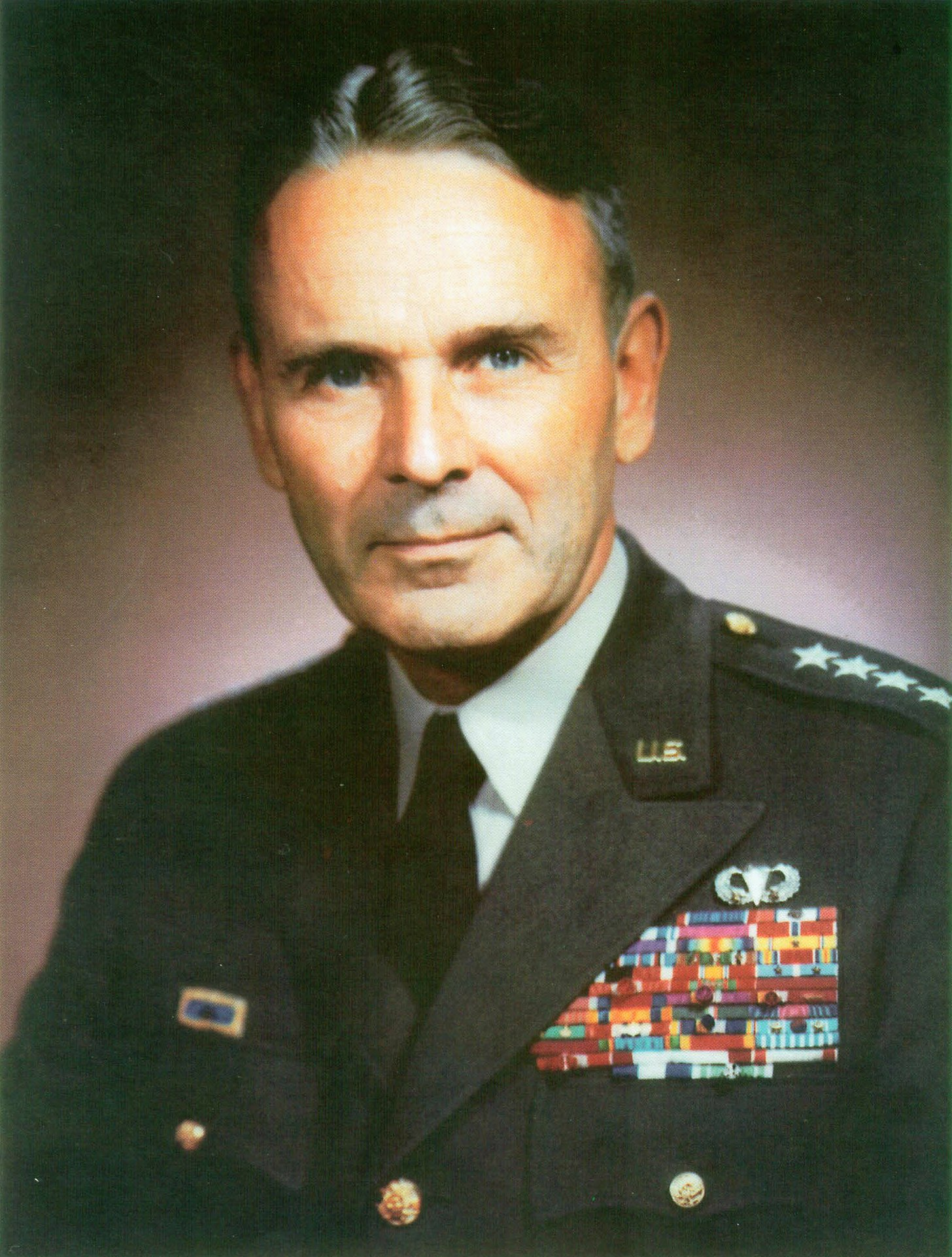
Maxwell D. Taylor
19 april

| 1 | 2 | 3 | 4 | 5 | 6 | 7 | 8 | 9 | 10 | 11 | 12 | 13 | 14 | 15 | 16 | 17 | 18 | 19 | 20 | 21 | 22 | 23 | 24 | 25 | 26 | 27 | 28 | 29 | 30 |
| - | - | - | - | - | - | - | - | - | -- | -- | -- | -- | -- | -- | -- | -- | -- | -- | -- | -- | -- | -- | -- | -- | -- | -- | -- | -- | -- |

### 2 april
- Buddy Rich (69), Amerikaans jazzmusicus

### 3 april
- Johann Achmed de Miranda (73), Surinaams politicus

### 4 april
- Emiel Louis De Winde (72), Belgisch geestelijke
- Jeanne Lampl-de Groot (91), Nederlands psycho-analytica
- C.L. Moore (76), Amerikaans schrijfster

### 5 april
- Joseph Leabua Jonathan (72), Lesothaans politicus
- Mario Negri (70), Italiaans beeldhouwer

### 6 april
- Vicente Cañas (47), Spaans missionaris
- Hans Swoboda (74), Oostenrijks componist
- Henry Lucien de Vries (77), Nederlands politicus

### 7 april
- Johan Remmet de Groot (68), Nederlands bibliothecaris
- Rudolf Krause (80), Duits autocoureur
- Vladimir Sjilikovski (54), Sovjet-Russisch schaatser
- Adolf Šlár (68), Tsjecho-Slowaaks tafeltennisser
- Trix Terwindt (76), Nederlands verzetsstrijdster en spionne

### 10 april
- Jan Kip (61), Nederlands beeldhouwer

### 11 april
- Erskine Caldwell (83), Amerikaans schrijver
- Arnold Deraeymaeker (70), Belgisch voetballer en voetbaltrainer
- Emile Goeman (71), Belgisch politicus
- Primo Levi (67), Italiaans schrijver

### 12 april
- W.A. Braasem (68), Nederlands schrijver en vertaler

### 13 april
- Herbert Blumer (87), Amerikaans socioloog
- Guido Sala (58), Italiaans motorcoureur

### 15 april
- Masatoshi Nakayama (74), Japans karateka

### 16 april
- Mike Von Erich (23), Amerikaans professioneel worstelaar
- Willem de Roos (62), Nederlands burgemeester

### 19 april
- Heinie Beau (76), Amerikaans jazzmusicus
- Dionijs Burger (94), Nederlands wis- en natuurkundige
- Johann Friedrich Klapperich (74), Duits entomoloog
- Paul Maye (73), Frans wielrenner
- Maxwell Davenport Taylor (85), Amerikaans militair

### 20 april
- Arturo Torres (80), Chileens voetballer en voetbalcoach

### 22 april
- Rolien Numan (92), Nederlands actrice

### 27 april
- Henk Roodenburg (91), Nederlands kunstenaar

### 28 april
- François Haverschmidt (80), Nederlands jurist en ornitholoog

## Mei

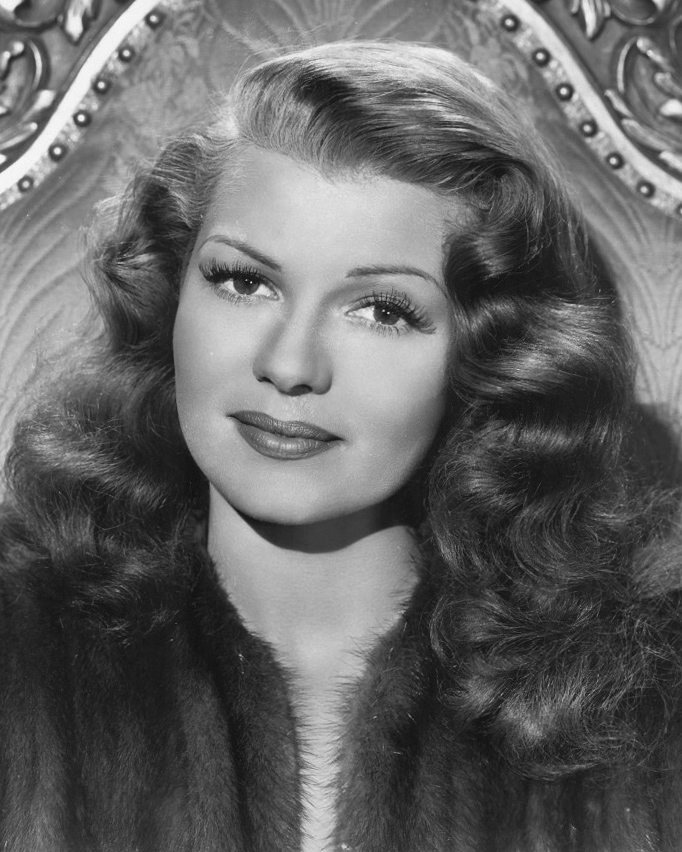
Rita Hayworth
14 mei

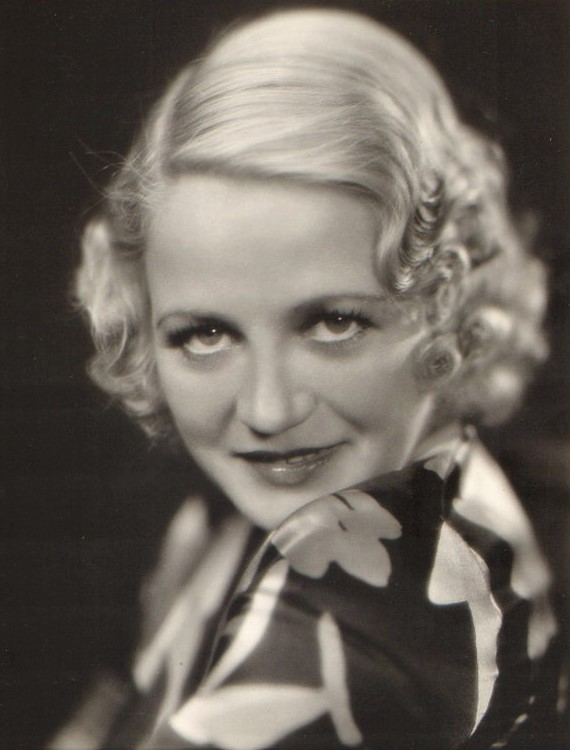
Wynne Gibson
15 mei

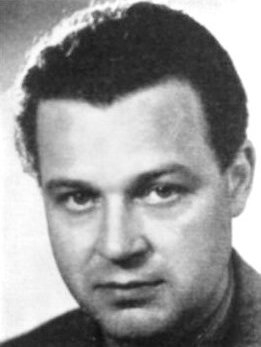
Gunnar Myrdal
17 mei

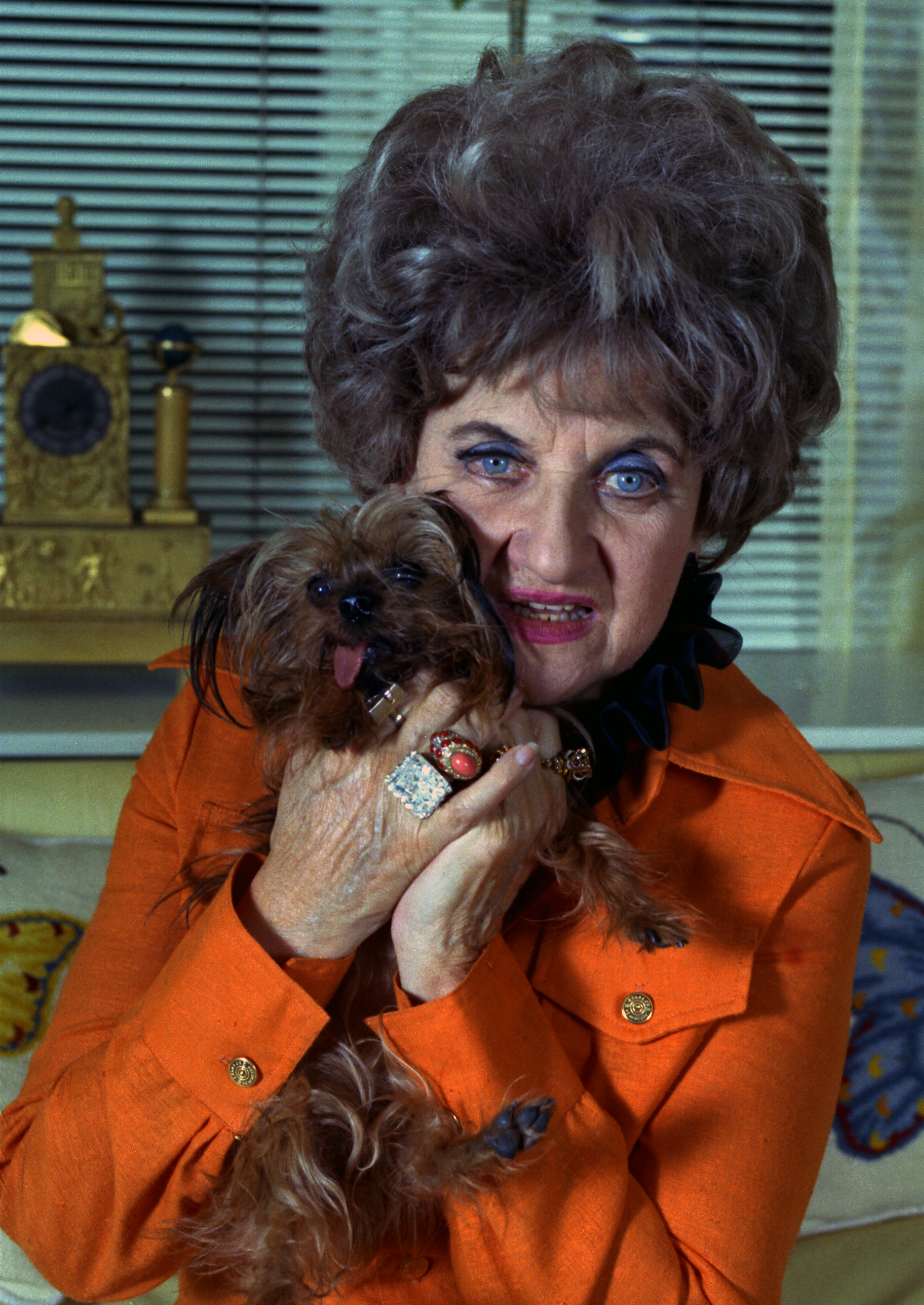
Hermione Gingold
24 mei

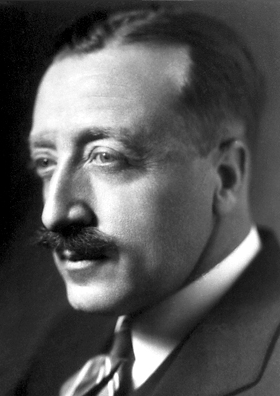
John Howard Northrop
27 mei

| 1 | 2 | 3 | 4 | 5 | 6 | 7 | 8 | 9 | 10 | 11 | 12 | 13 | 14 | 15 | 16 | 17 | 18 | 19 | 20 | 21 | 22 | 23 | 24 | 25 | 26 | 27 | 28 | 29 | 30 | 31 |
| - | - | - | - | - | - | - | - | - | -- | -- | -- | -- | -- | -- | -- | -- | -- | -- | -- | -- | -- | -- | -- | -- | -- | -- | -- | -- | -- | -- |

### 3 mei
- Roberto Concepcion (83), Filipijns rechter
- Dalida (54), Egyptisch-Frans zangeres en actrice

### 4 mei
- Paul Butterfield (44), Amerikaans zanger en bluesmuzikant
- Cathryn Damon (56), Amerikaans actrice
- Dick Hillenius (59), Nederlands schrijver en bioloog
- Wilbur Little (59), Amerikaans jazzbassist
- Teodoro Valencia (73), Filipijns journalist
- Frans Vester (65), Nederlands fluitist

### 5 mei
- Werner Buchwalder (72), Zwitsers wielrenner

### 8 mei
- Renaat Merecy (77), Belgisch onderwijskundige

### 9 mei
- Jimmy Kruger (69), Zuid-Afrikaans politicus

### 10 mei
- Hermann Glöckner (98), Duits kunstenaar
- Sadamichi Hirasawa (95), Japans crimineel
- Gerrit Kars (84), Nederlands verzetsstrijder
- Henk Scheltes (66), Nederlands journalist

### 11 mei
- Hans Klotz (86), Duits organist

### 12 mei
- Michel Van Wijnendaele (27), Belgisch moordenaar

### 13 mei
- Ismael Rivera (55), Puerto Ricaans zanger

### 14 mei
- Carel Wessel Theodorus van Boetzelaer (81), Nederlands militair
- Rita Hayworth (68), Amerikaans danseres en filmactrice
- Vitomil Zupan (73), Sloveens schrijver

### 15 mei
- Wynne Gibson (83), Amerikaans actrice en zangeres

### 16 mei
- Kurt Lischka (77), Duits militair

### 17 mei
- Daniel Maximiliaan Marie van Hangest d' Yvoy (88), Nederlands burgemeester
- Gunnar Myrdal (88), Zweeds econoom, socioloog en politicus

### 19 mei
- James Tiptree, Jr. (71), Amerikaans schrijfster

### 20 mei
- Arie de Boo (51), Nederlands politicus
- Staf Van Elzen (71), Belgisch kunstschilder

### 22 mei
- Roger Desmet (67), Belgisch wielrenner
- Rio de Gregori (67), Zwitsers jazzmusicus
- René Noël (80), Belgisch politicus

### 23 mei
- Hans IJdo (59), Nederlands beeldhouwer

### 24 mei
- Hermione Gingold (89), Brits actrice

### 26 mei
- Antoni Brzeżańczyk (68), Pools voetballer en voetbaltrainer

### 27 mei
- John Howard Northrop (95), Amerikaans biochemicus

### 28 mei
- Rudie van Lier (72), Surinaams socioloog, historicus, dichter en schrijver
- Frits Ruimschotel (65), Nederlands waterpolospeler
- Hans Schmid (93), Tsjechisch-Amerikaans componist

### 29 mei
- Phyllis Margaret Duncan Tate (76), Brits componiste
- Max Lang (70), Zwitsers componist
- Jozef Langenus (88), Belgisch atleet
- Oscar Tschuor (74), Zwitsers componist

## Juni

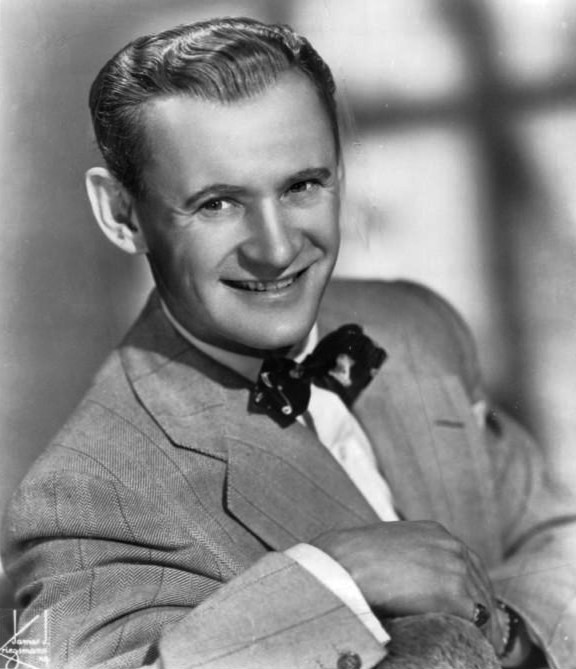
Sammy Kaye
2 juni

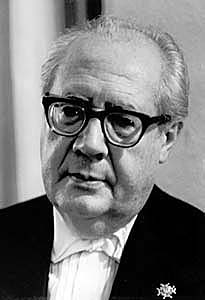
Andrés Segovia
3 juni

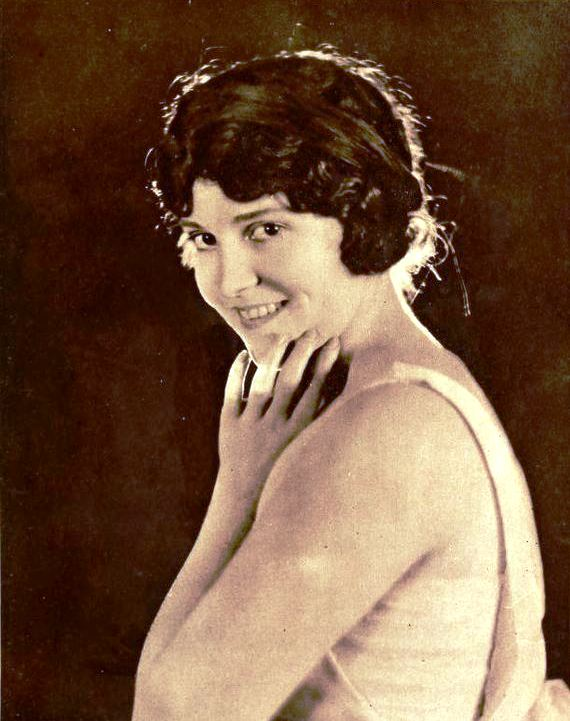
Madge Kennedy
9 juni

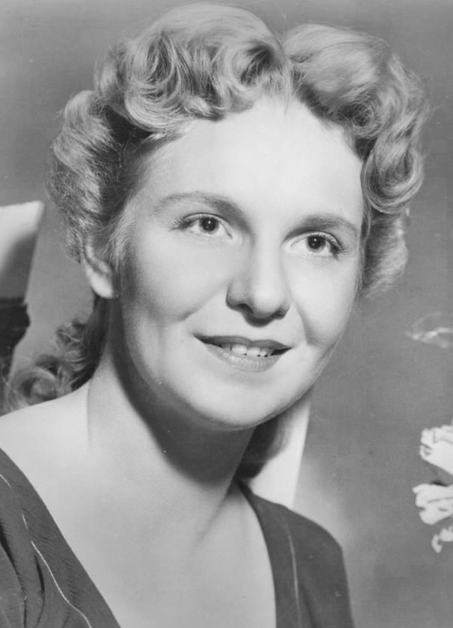
Geraldine Page
13 juni

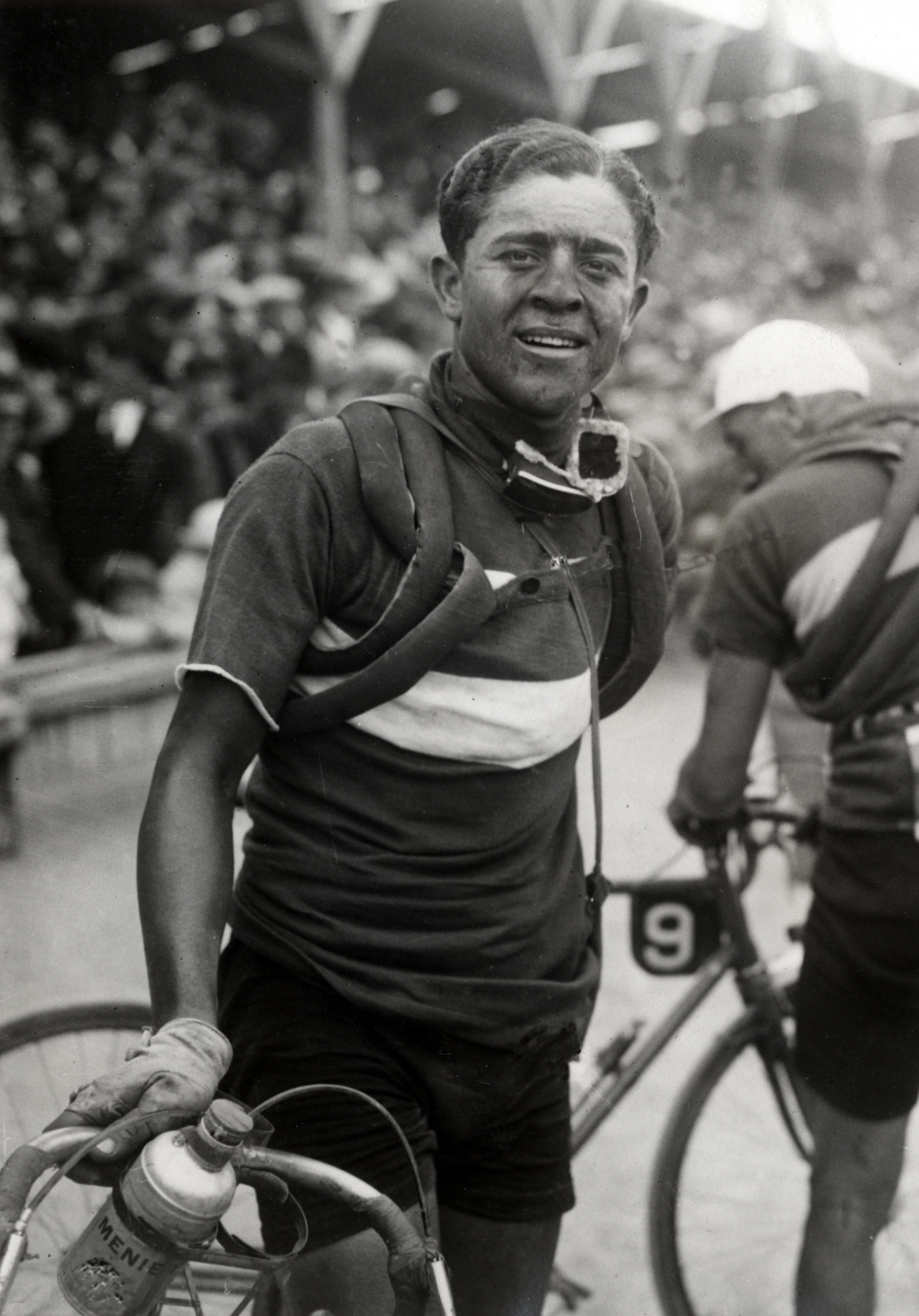
Fabio Battesini
17 juni

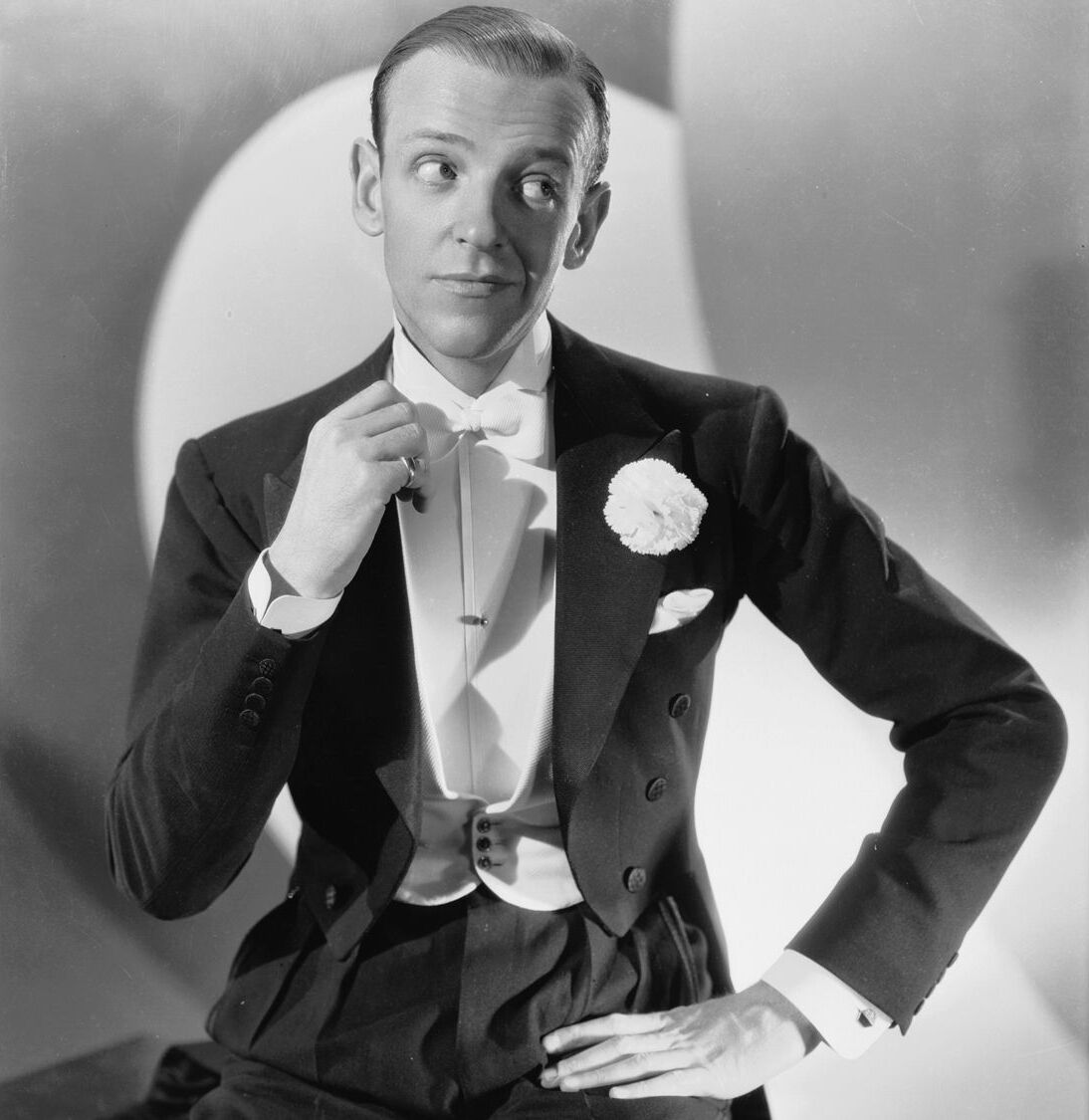
Fred Astaire
22 juni

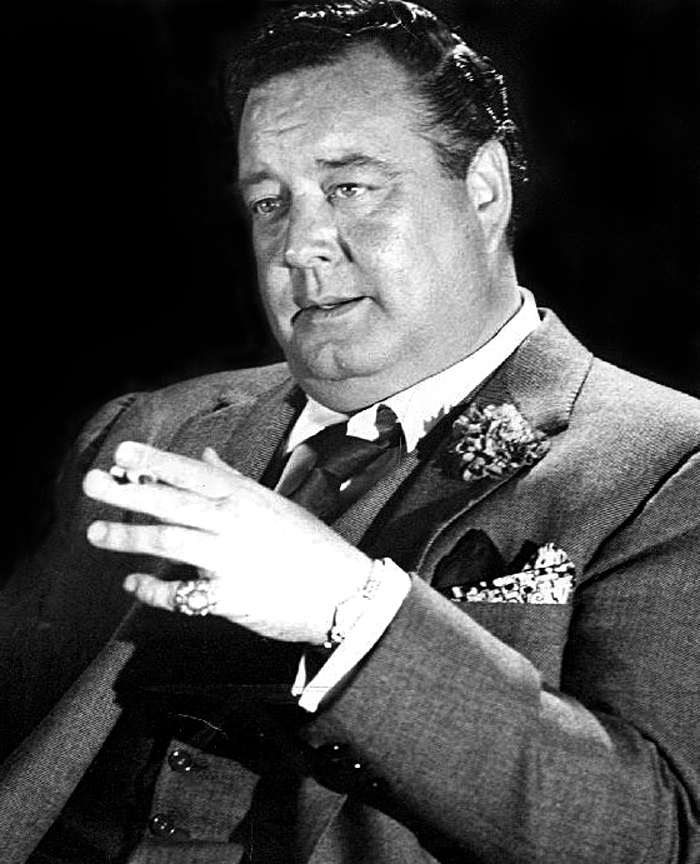
Jackie Gleason
24 juni

| 1 | 2 | 3 | 4 | 5 | 6 | 7 | 8 | 9 | 10 | 11 | 12 | 13 | 14 | 15 | 16 | 17 | 18 | 19 | 20 | 21 | 22 | 23 | 24 | 25 | 26 | 27 | 28 | 29 | 30 |
| - | - | - | - | - | - | - | - | - | -- | -- | -- | -- | -- | -- | -- | -- | -- | -- | -- | -- | -- | -- | -- | -- | -- | -- | -- | -- | -- |

### 1 juni
- Jef Cassiers (57), Belgisch acteur, komiek en filmregisseur
- Dolf Kamp (82), Nederlands burgemeester, dijkgraaf en schrijver
- Domenico Piemontesi (84), Italiaans wielrenner

### 2 juni
- Sammy Kaye (77), Amerikaans bandleider
- Henry Palmé (79), Zweeds atleet
- S.M.S. de Ranitz (86), Nederlands jurist en collaborateur

### 3 juni
- Theo van Dijke (63), Nederlands verzetsstrijder en burgemeester
- Roel Houwink (88), Nederlands schrijver en dichter
- Will Sampson (53), Amerikaans acteur en kunstenaar
- Herbert Schultze (77), Duits militair
- Andrés Segovia (94), Spaans klassiek gitarist

### 5 juni
- A.F. Molleman (71), Nederlands burgemeester
- Nathan Rapoport (75), Pools-Amerikaanse beeldhouwer

### 6 juni
- Thijs Klompmaker (84), Nederlands schaatser
- Jan Schouten (81), Nederlands kunsthistoricus
- Jos Van Lancker (78), Belgisch kunstenaar

### 9 juni
- Madge Kennedy (96), Amerikaans actrice

### 10 juni
- Elizabeth Hartman (43), Amerikaans actrice
- Dean Santoro (49), Amerikaans acteur

### 11 juni
- Ralph Guldahl (75), Amerikaans golfer
- Aleksandr Loksjin (66), Russisch componist

### 12 juni
- Tuvia Bielski (81), Pools verzetsstrijder
- Loek des Tombe (80), Nederlands burgemeester

### 13 juni
- Geraldine Page (62), Amerikaans actrice
- Sake Lieuwe Tiemersma (75), Nederlands componist

### 14 juni
- Stanisław Bareja (57), Pools filmregisseur

### 16 juni
- Karel Hoekendijk (82), Nederlands evangelist
- Albert van Overbeke (71), Filipijns bisschop

### 17 juni
- Fabio Battesini (75), Italiaans wielrenner
- Simon Bon (83), Nederlands roeier

### 18 juni
- Gustaaf Nyffels (71), Belgisch politicus

### 19 juni
- Bob Nijkerk (93), Nederlands ondernemer

### 20 juni
- Mariano Cañardo (81), Spaans wielrenner

### 21 juni
- Piet Fransen (67), Nederlands voetballer
- Erasmus Bernhard van Dulmen Krumpelman (89), Nederlands kunstschilder
- Gerard Mooyman (63), Nederlands collaborateur

### 22 juni
- Nick Alkemade (64), Brits piloot
- Fred Astaire (88), Amerikaans danser, zanger en acteur

### 23 juni
- Mary Cambridge (90), lid Britse adel
- Jan de Looper (73) Nederlands hockeyspeler

### 24 juni
- Jackie Gleason (71), Amerikaans acteur, komiek en bandleider
- Mina Roelofsen - Heij (83) - Nederlandse verzetsstrijdster

### 25 juni
- Bram Ohm (81), Nederlands striptekenaar
- Ugo Turriani (68), Italiaans componist

### 26 juni
- Henk Badings (80), Nederlands componist

### 27 juni
- August Bogaerts (62), Belgisch politicus

### 29 juni
- Elizabeth Cotten (94), Amerikaans folk- en bluesmuzikante

### 30 juni
- Wilhelm Langheinrich jr. (82), Duits componist
- Frederic Mompou (93), Spaans componist

## Juli

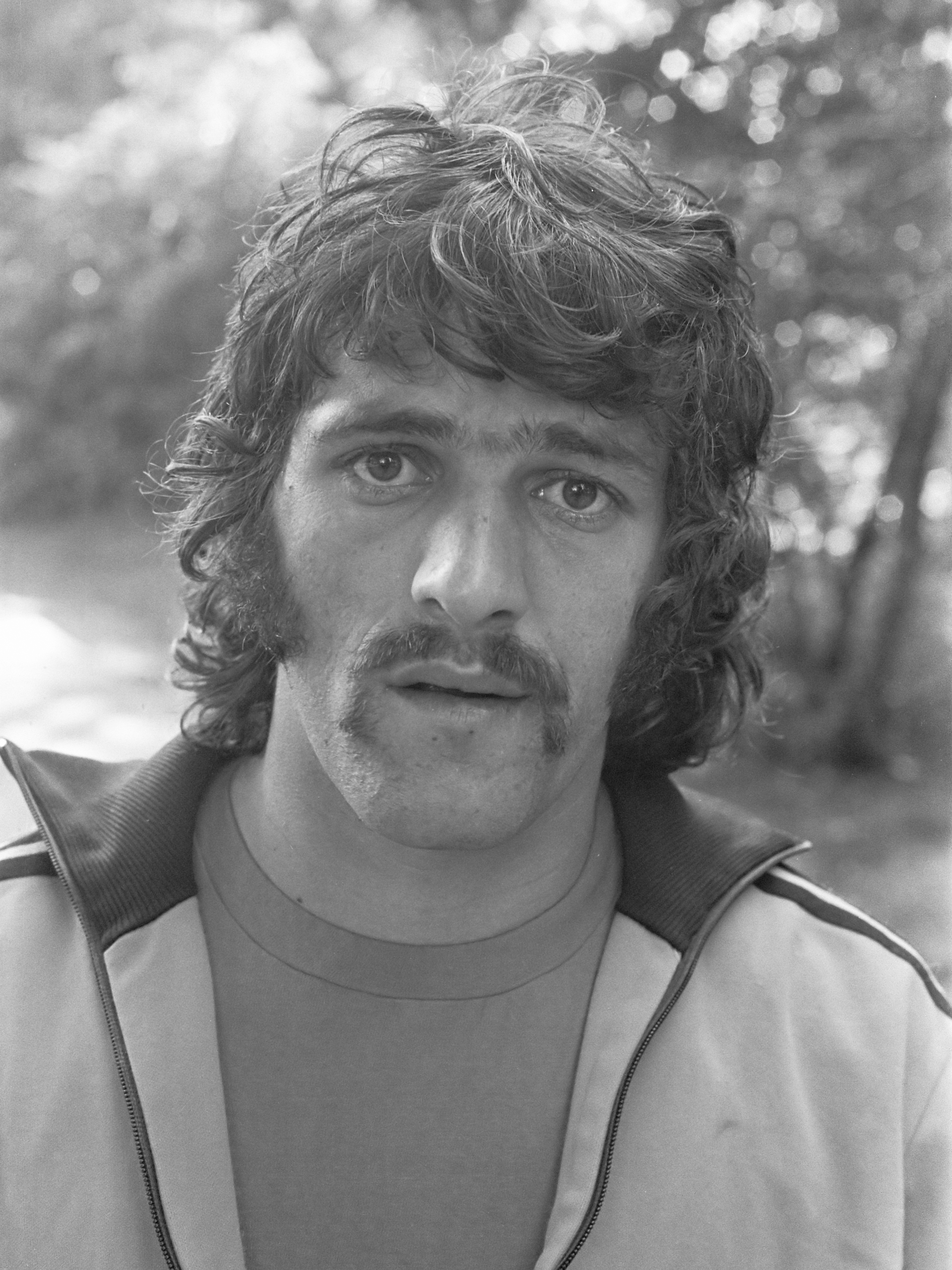
Gerrie de Goede
2 juli

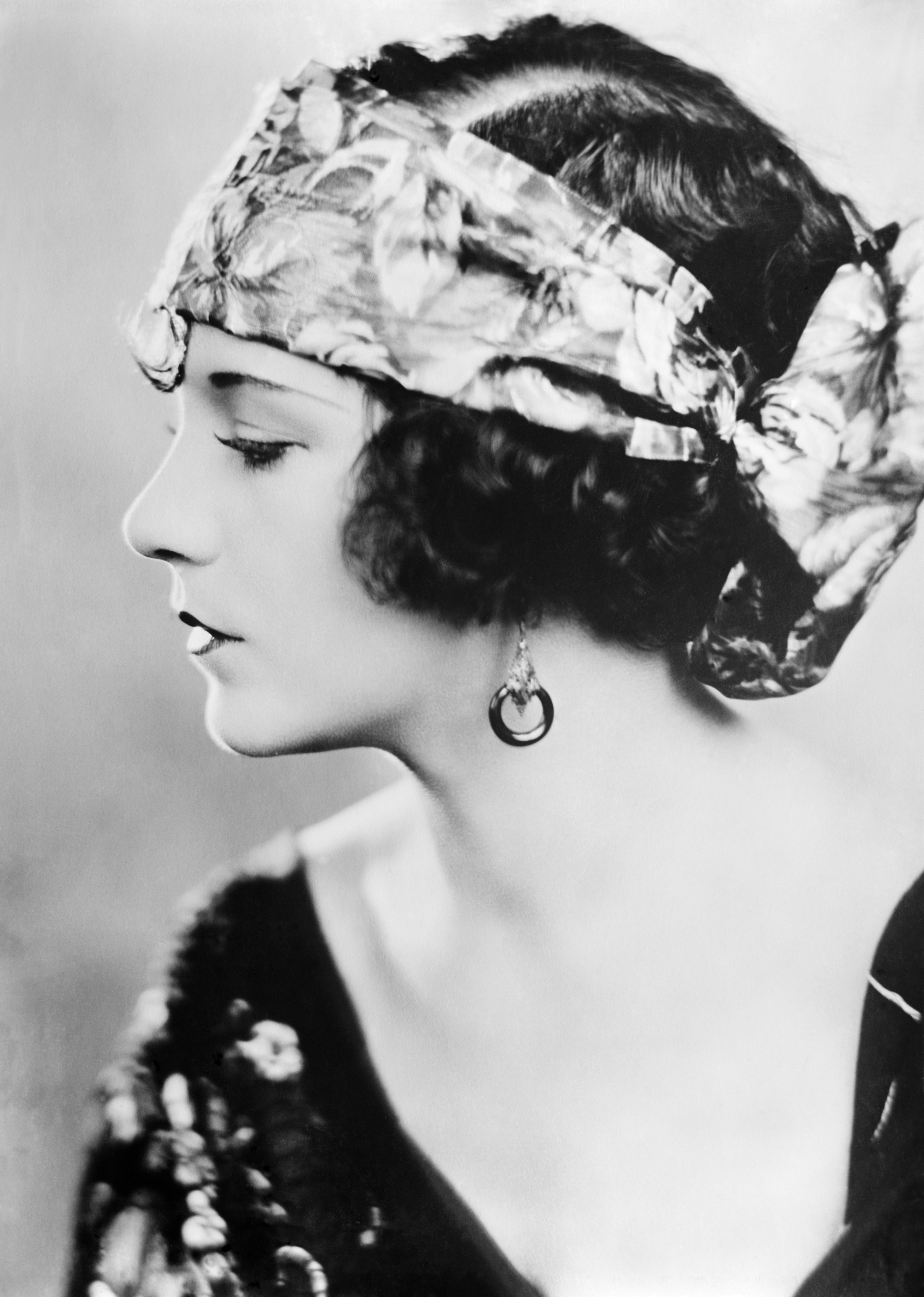
Viola Dana
3 juli

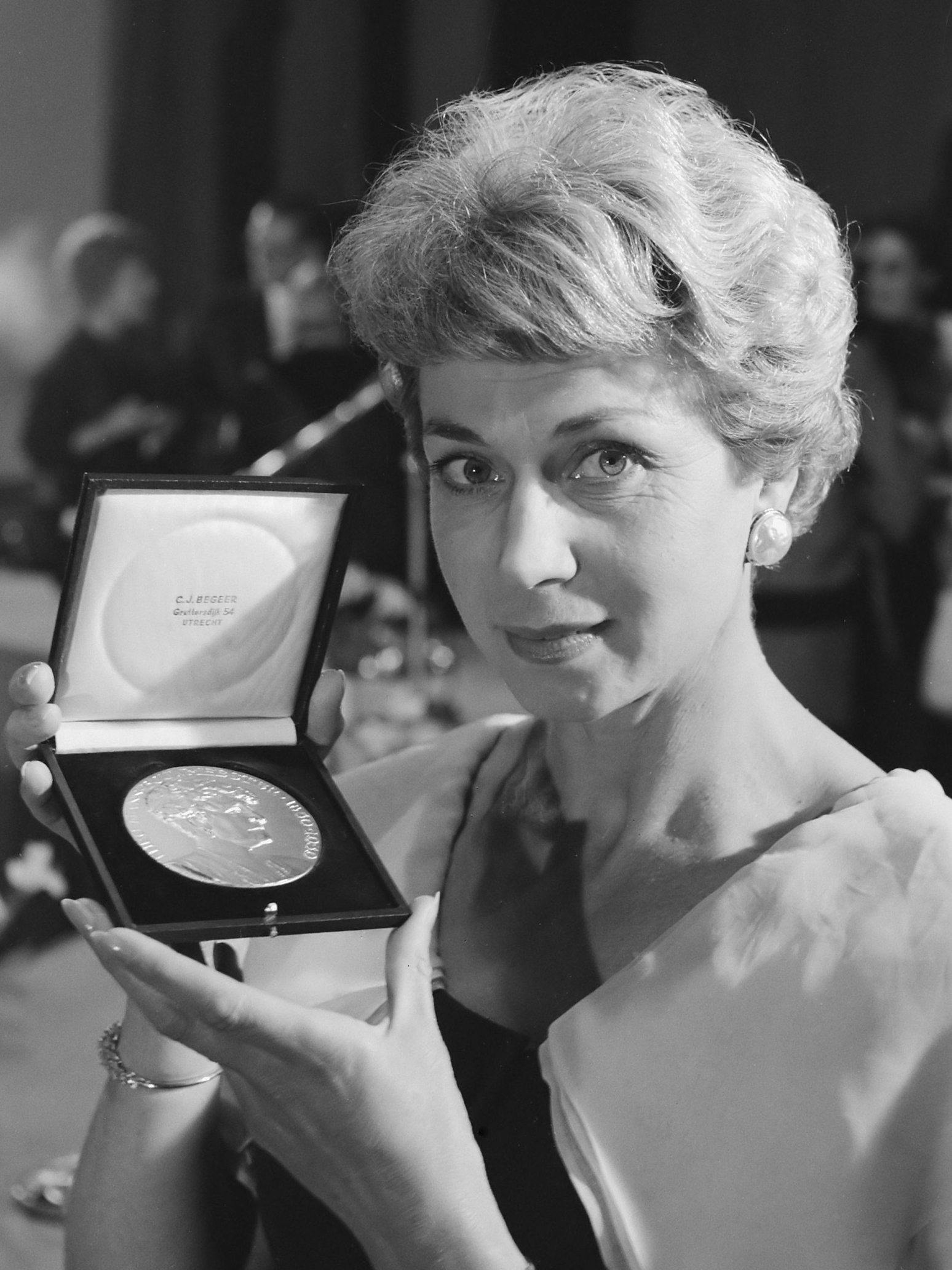
Anny de Lange
11 juli

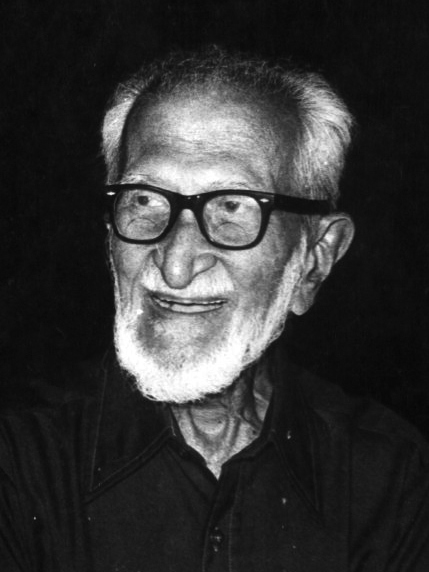
Salim Ali
27 juli

| 1 | 2 | 3 | 4 | 5 | 6 | 7 | 8 | 9 | 10 | 11 | 12 | 13 | 14 | 15 | 16 | 17 | 18 | 19 | 20 | 21 | 22 | 23 | 24 | 25 | 26 | 27 | 28 | 29 | 30 | 31 |
| - | - | - | - | - | - | - | - | - | -- | -- | -- | -- | -- | -- | -- | -- | -- | -- | -- | -- | -- | -- | -- | -- | -- | -- | -- | -- | -- | -- |

### 1 juli
- Ida de Leeuw van Rees (85), Nederlands modemaakster en omroepmedewerkster
- Snakefinger (38), Brits multi-instrumentalist, zanger en componist

### 2 juli
- Gerrie de Goede (42), Nederlands voetballer
- Henri Moerenhout (94), Belgisch wielrenner

### 3 juli
- Viola Dana (90), Amerikaans actrice

### 5 juli
- Leo Wouters (84), Belgisch politicus

### 7 juli
- Hannelore Schroth (65), Duits actrice
- Hens van der Spoel (82), Nederlands kunstschilder

### 10 juli
- Ferenc Rákosi (76), Hongaars handbalspeler

### 11 juli
- Anny de Lange (69), Nederlands actrice

### 14 juli
- Simonne Gerbehaye (87), Belgisch politicus
- William Patrick Hitler (76), Brits-Amerikaans militair

### 15 juli
- Alfie Bass (66), Brits acteur

### 16 juli
- Pierre Lardinois (62), Nederlands politicus

### 20 juli
- Klaas de Brauw (72), Nederlands militair en diplomaat
- Charles Huguenot van der Linden (78), Nederlands filmmaker
- Nelson Keyes (58), Amerikaans componist
- Denis J. O'Sullivan (69), Iers politicus

### 22 juli
- Mary Cover Jones (90), Amerikaans psychologe

### 23 juli
- Art Jarrett (80), Amerikaans zanger, bandleider en acteur

### 25 juli
- Carlo Bronne (86), Belgisch historicus
- Charles Stark Draper (85), Amerikaans wetenschapper en uitvinder

### 26 juli
- José María Ferrero Pastor (60), Spaans componist
- Johan Mekkes (89), Nederlands filosoof

### 27 juli
- Salim Ali (90), Indiaas ornitholoog en natuuronderzoeker
- Simonne Brugghe (64), Belgisch verzetsstrijdster

### 28 juli
- Lou Vorst (83), Nederlands rabbijn

### 31 juli
- Martinus Adrianus Beek (78), Nederlands theoloog

## Augustus

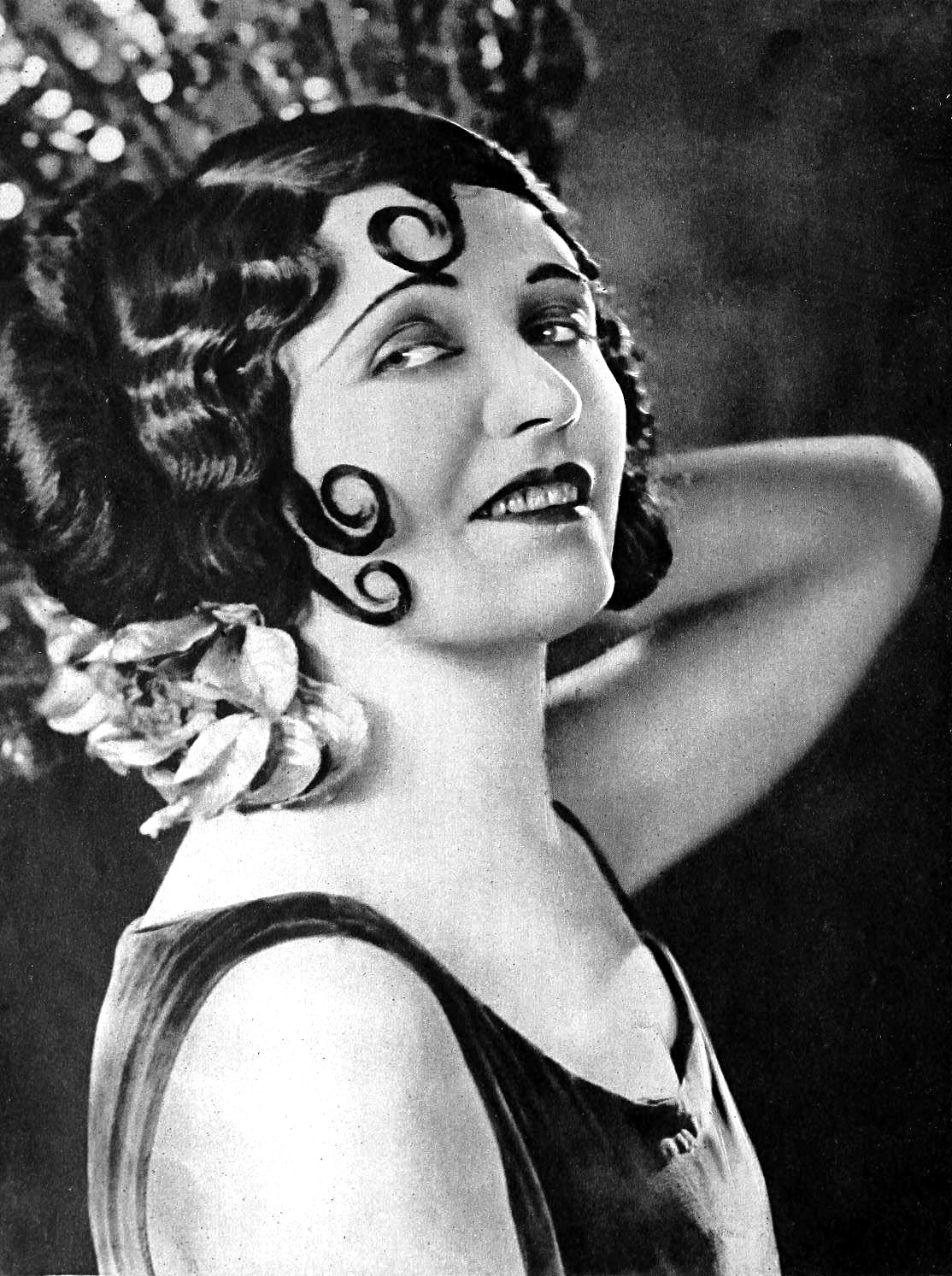
Pola Negri
1 augustus

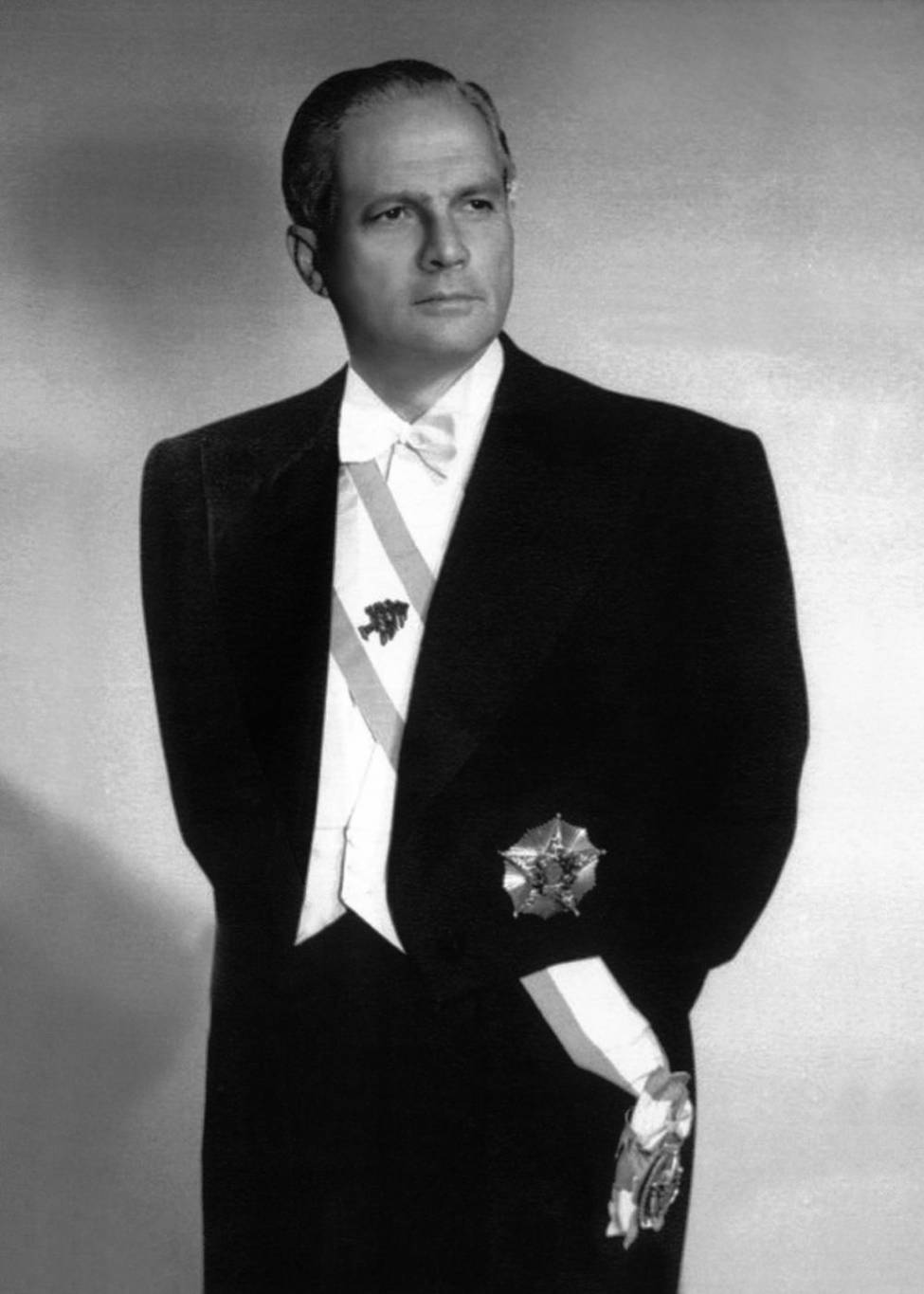
Camille Chamoun
7 augustus

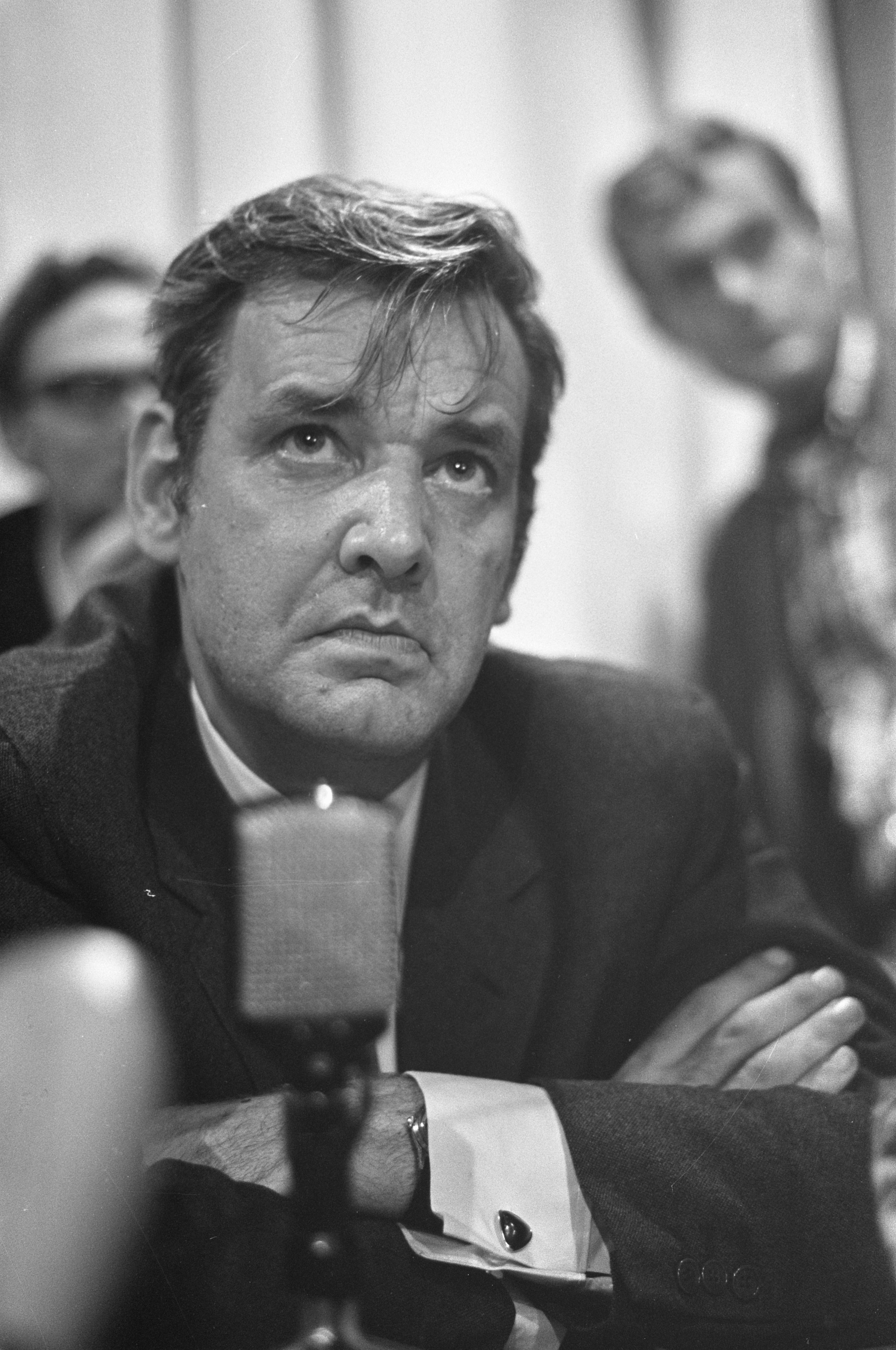
Frits van der Poel
9 augustus

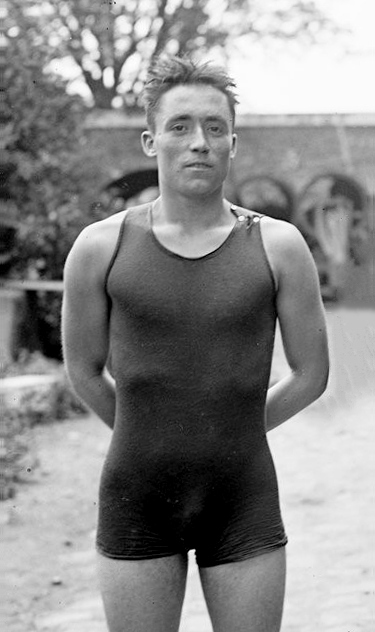
Albert Mayaud
14 augustus

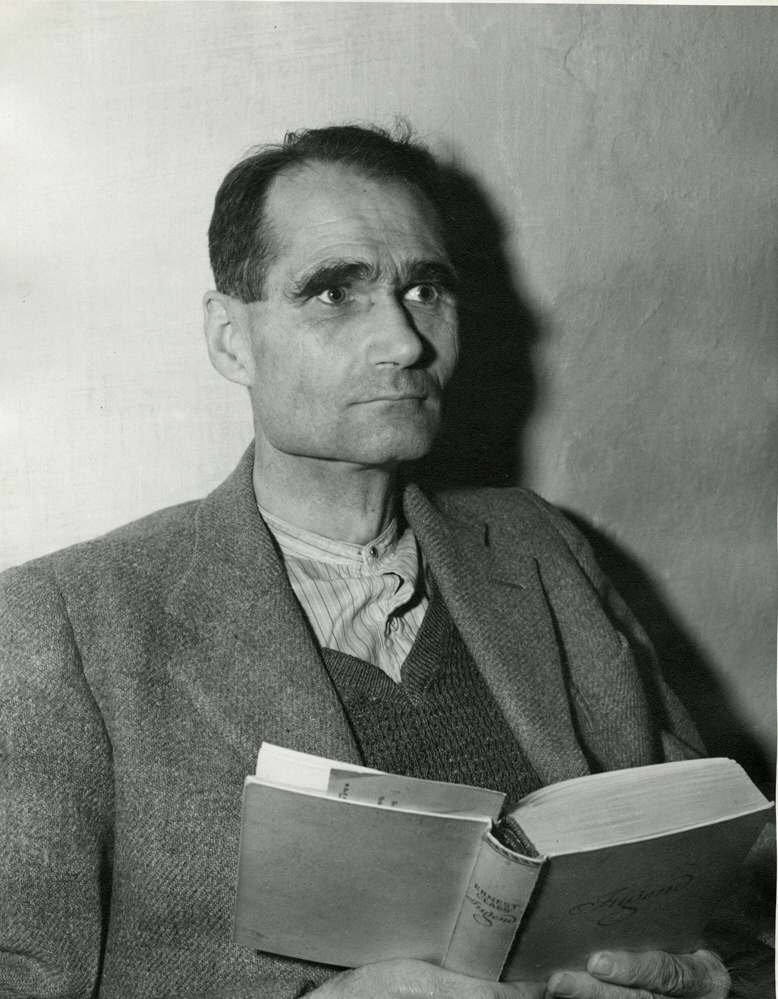
Rudolf Hess
17 augustus

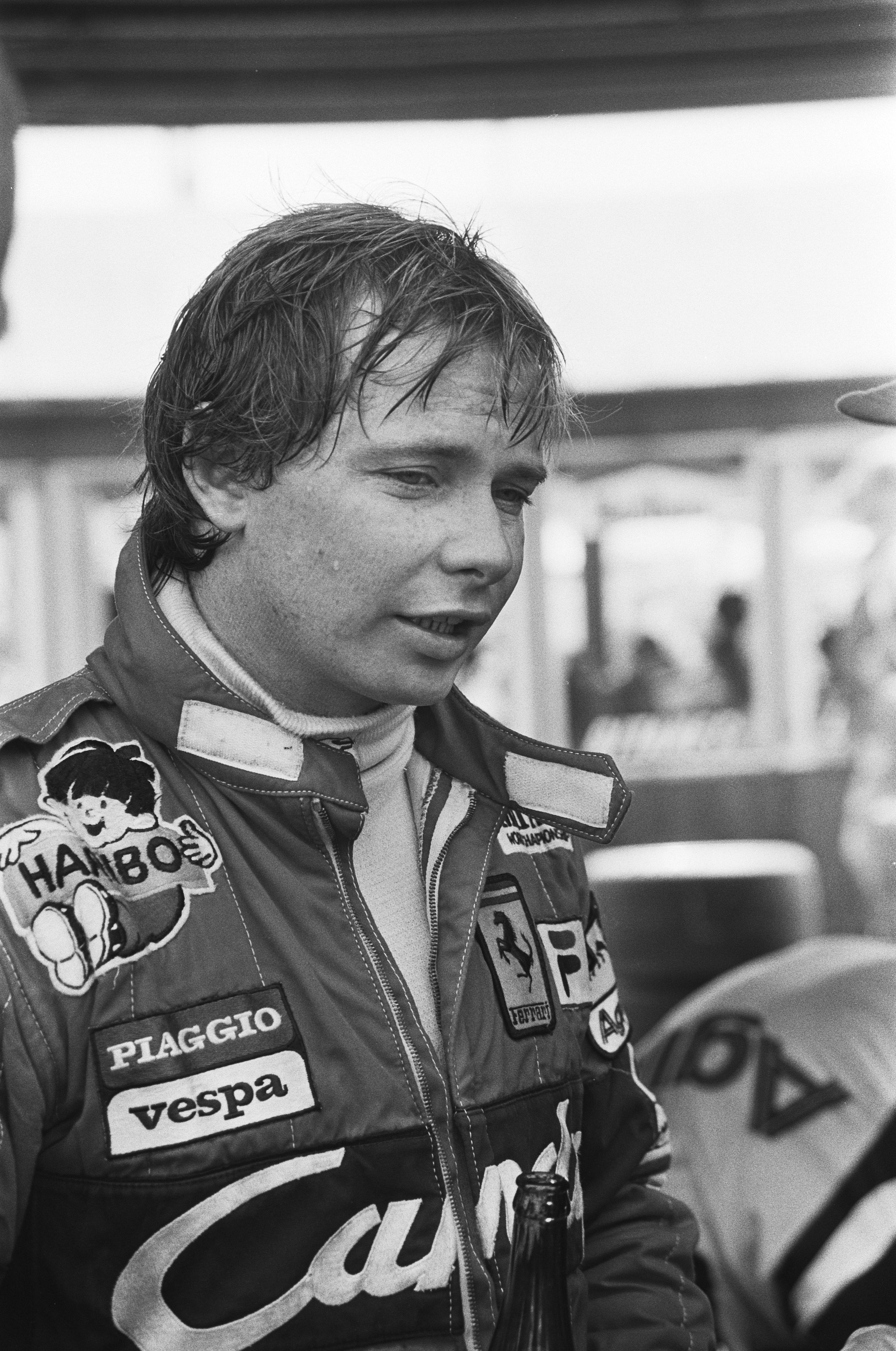
Didier Pironi
23 augustus

John Huston
28 augustus

| 1 | 2 | 3 | 4 | 5 | 6 | 7 | 8 | 9 | 10 | 11 | 12 | 13 | 14 | 15 | 16 | 17 | 18 | 19 | 20 | 21 | 22 | 23 | 24 | 25 | 26 | 27 | 28 | 29 | 30 | 31 |
| - | - | - | - | - | - | - | - | - | -- | -- | -- | -- | -- | -- | -- | -- | -- | -- | -- | -- | -- | -- | -- | -- | -- | -- | -- | -- | -- | -- |

### 1 augustus
- Eelke de Jong (52), Nederlands journalist en schrijver
- Pola Negri (90), Pools actrice
- Alois Pfeiffer (62), Duits politicus

### 2 augustus
- Jaime Ferrer (70), Filipijns politicus
- Adolf Schön (81), Duits wielrenner

### 3 augustus
- B. van der Veen Czn. (95), Nederlands auteur en molenkenner
- Elizabeth Visser (79), Nederlands historica

### 4 augustus
- Gé Regter (71), Nederlands waterpolospeler

### 5 augustus
- Johannes Haasnoot (90), Nederlands roeier

### 6 augustus
- Ira Eaker (91), Amerikaans militair leider

### 7 augustus
- Camille Chamoun (87), president van Libanon
- Nobusuke Kishi (90), Japans politicus
- Jaap van Praag (77), Nederlands sportbestuurder

### 9 augustus
- Jutta Balk (85), Lets-Duits kunstenaar en poppenmaker
- Rudolf Broby-Johansen (86), Deens kunsthistoricus, auteur en communist
- Emile Buysse (76), Belgisch auteur
- Frits van der Poel (55), Nederlands journalist

### 10 augustus
- Georgios Athanasiadis-Novas (94), Grieks politicus
- Edmund Germer (85), Duits uitvinder
- Uys Krige (77), Zuid-Afrikaans schrijver
- Patrick Aloysius O'Boyle (91), Amerikaans kardinaal

### 11 augustus
- Zjivko Tsjingo (51), Macedonisch schrijver

### 12 augustus
- Frans Boers (73), Nederlands kunstschilder

### 13 augustus
- Keith Parmeter Latey (91), Amerikaans componist

### 14 augustus
- Albert Mayaud (87), Frans waterpolospeler
- Vincent Persichetti (72), Amerikaans componist

### 15 augustus
- Louis Scutenaire (82), Belgisch dichter en schrijver

### 17 augustus
- Clarence Brown (97), Amerikaans filmregisseur
- Carlos Drummond de Andrade (84), Braziliaans dichter
- Rudolf Hess (93), Duits politicus
- Kees Witholt (75), Nederlands militair en vliegenier

### 19 augustus
- Hayden Rorke (76), Amerikaans acteur

### 21 augustus
- Li Fang-Kuei (85), Chinees-Amerikaans sinoloog
- Arnold Tammes (80), Nederlands dichter

### 22 augustus
- Arne Brustad (75), Noors voetballer
- Ernst Hijmans (97), Nederlands organisatieadviseur

### 23 augustus
- Didier Pironi (35), Frans autocoureur
- Stephanos I Sidarouss (83), Egyptisch geestelijke

### 25 augustus
- Ferdinand Jantzen (92), Nederlands architect

### 26 augustus
- Georg Wittig (90), Duits scheikundige

### 27 augustus
- Scott La Rock (25), Amerikaans hiphop-dj

### 28 augustus
- John Huston (81), Amerikaanse filmregisseur en acteur

### 29 augustus
- Lee Marvin (63), Amerikaans acteur
- Phillip H. Smith (82), Amerikaans uitvinder

### 30 augustus
- Co Stelma (80), Nederlands gymnaste

## September

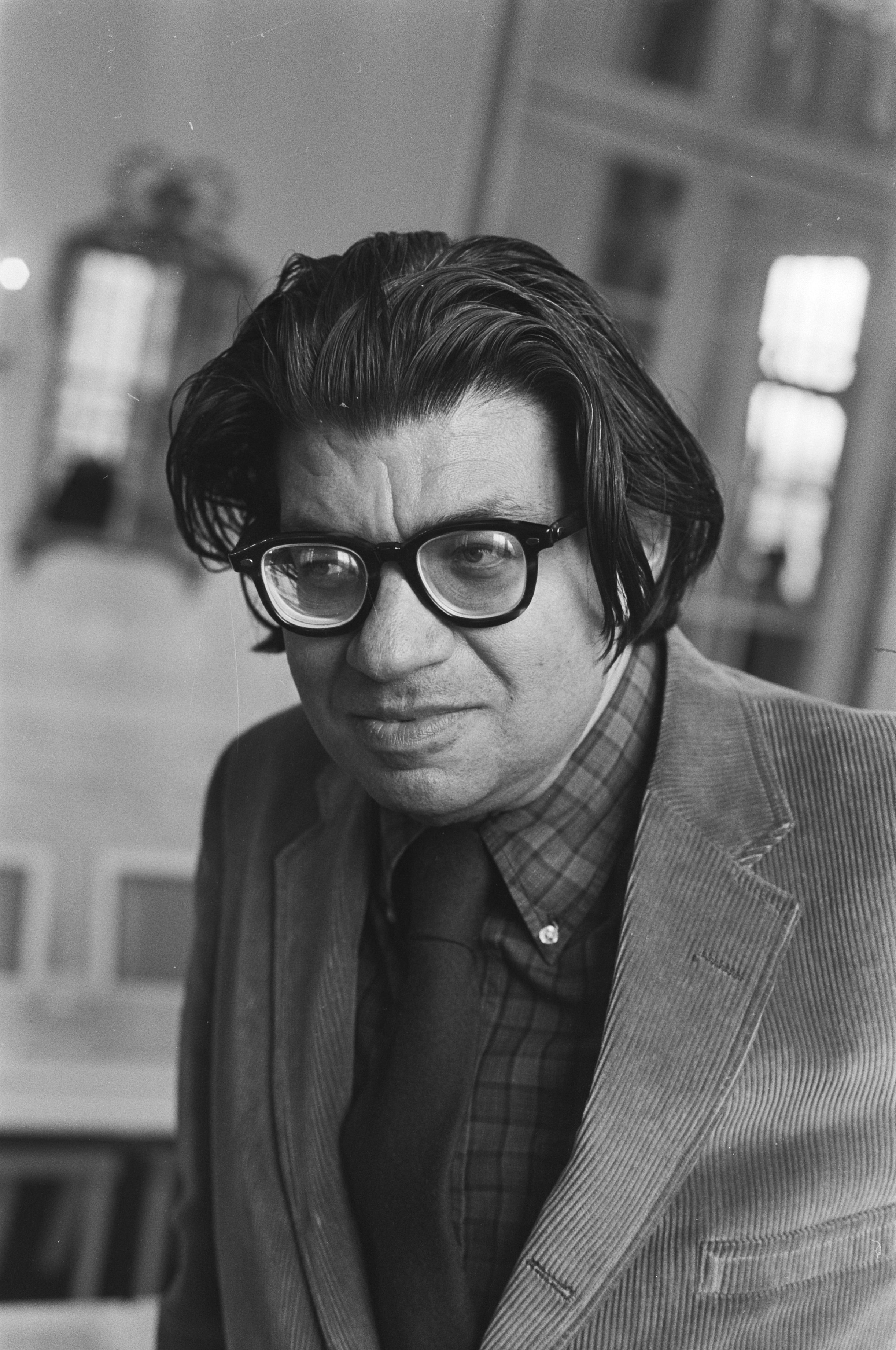
Morton Feldman
3 september

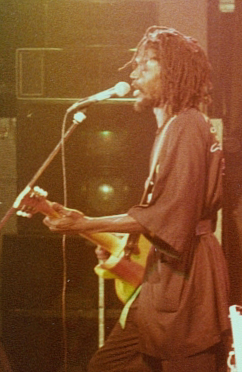
Peter Tosh
11 september

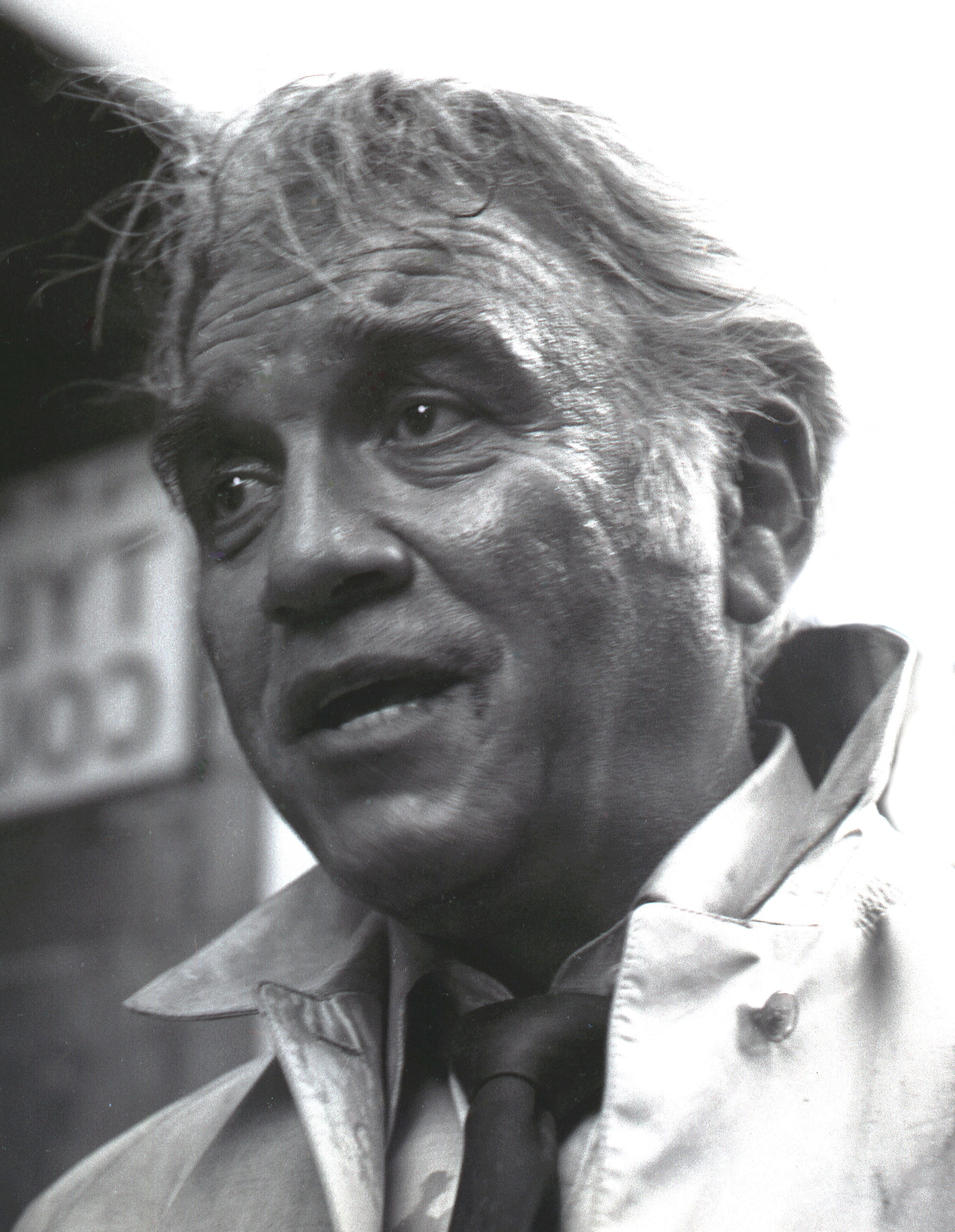
Lorne Greene
11 september

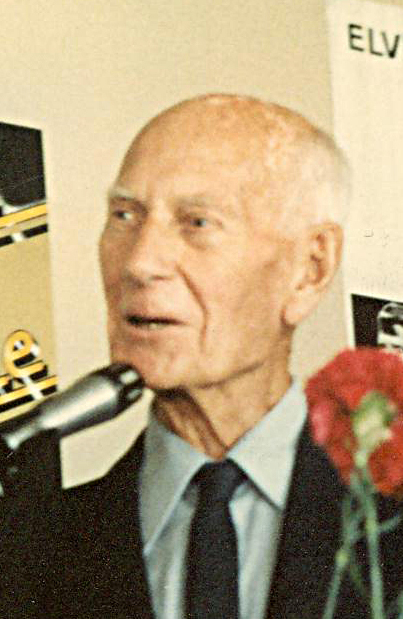
Einar Gerhardsen
19 september

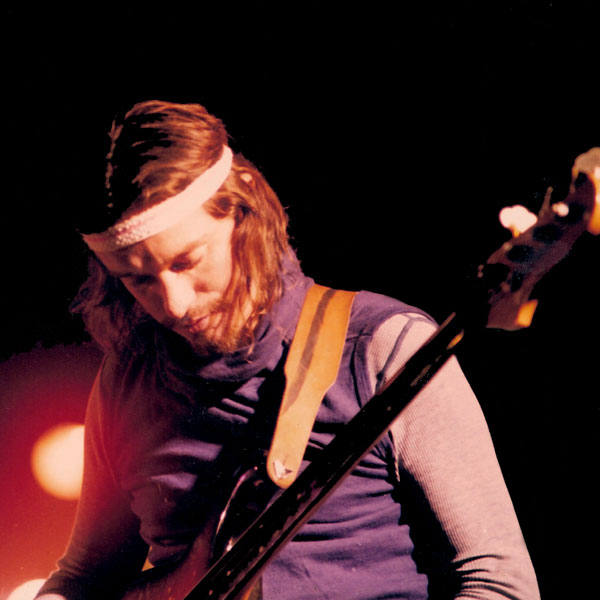
Jaco Pastorius
21 september

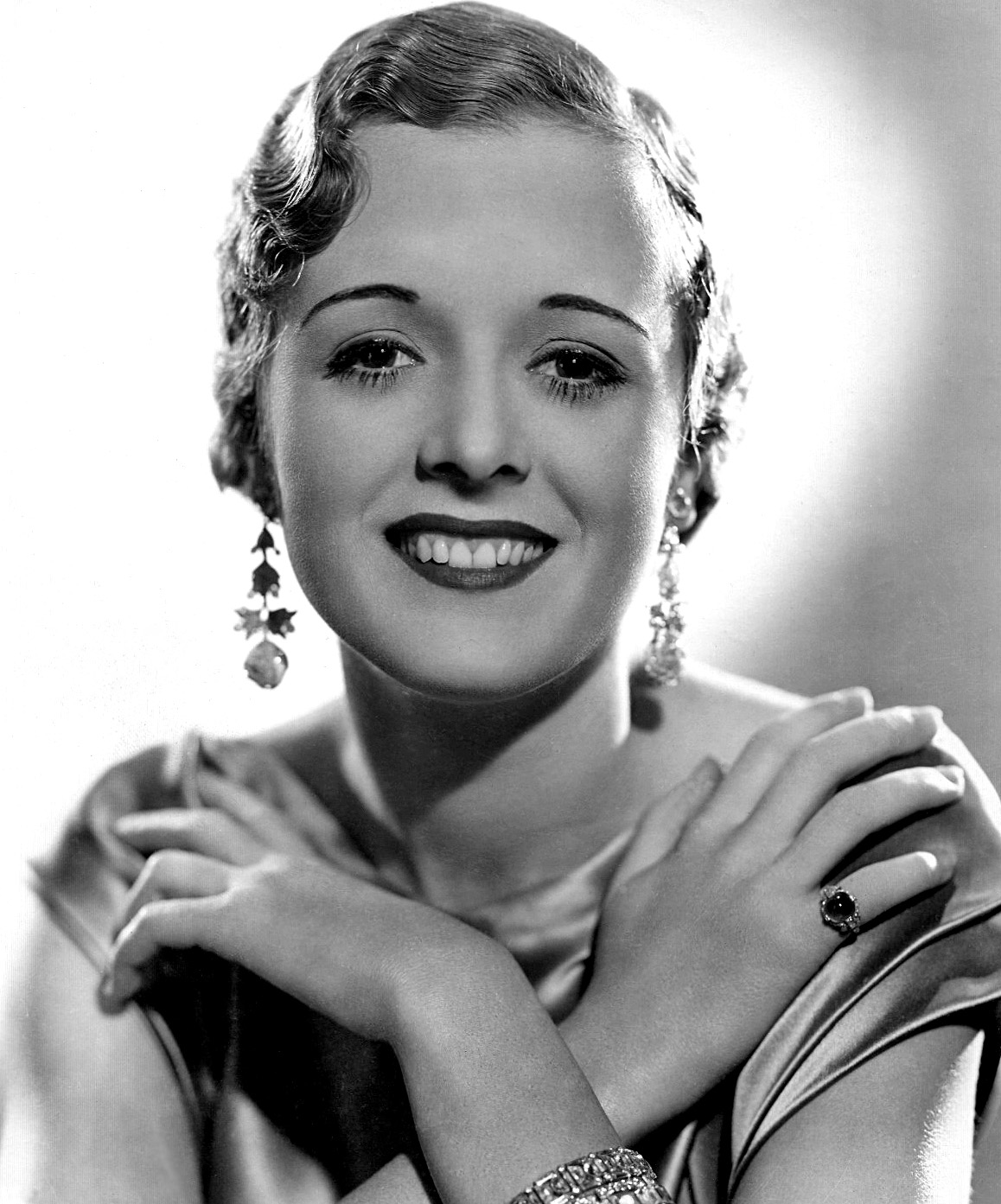
Mary Astor
25 september

| 1 | 2 | 3 | 4 | 5 | 6 | 7 | 8 | 9 | 10 | 11 | 12 | 13 | 14 | 15 | 16 | 17 | 18 | 19 | 20 | 21 | 22 | 23 | 24 | 25 | 26 | 27 | 28 | 29 | 30 |
| - | - | - | - | - | - | - | - | - | -- | -- | -- | -- | -- | -- | -- | -- | -- | -- | -- | -- | -- | -- | -- | -- | -- | -- | -- | -- | -- |

### 1 september
- Arnaldo Momigliano (78), Italiaans historicus

### 2 september
- William Borm (92), Duits politicus

### 3 september
- Morton Feldman (61), Amerikaans componist
- Viktor Nekrasov (76), Russisch schrijver en journalist

### 5 september
- Wolfgang Fortner (79), Duits componist
- Scott Irwin (35), Amerikaans professioneel worstelaar
- Walter Schelenz (84), Duits beeldhouwer

### 8 september
- Gordon Gollob (75), Oostenrijks gevechtspiloot

### 9 september
- Gerrit Jan Heijn (56), Nederlands ondernemer

### 10 september
- Mark Severin (82), Belgisch kunstenaar en graficus

### 11 september
- Peter Tosh (42), Jamaicaans reggaezanger
- Lorne Greene (72), Canadees acteur

### 12 september
- William Dickson (88), Brits militair

### 13 september
- Mervyn LeRoy (86), Amerikaans filmregisseur

### 14 september
- Julien Kialunda (47), Congolees voetballer

### 15 september
- Alexander Schreiner (86), Amerikaans componist

### 16 september
- Johannes Bölter (72), Duits militair
- Christopher Soames (66), Brits politicus

### 18 september
- Jan de Pont (72), Nederlands advocaat en zakenman
- Américo Thomaz (92), Portugees militair en politicus

### 19 september
- Leandro Alejandro (27), Filipijns politiek activist
- Einar Gerhardsen (90), Noors politicus

### 21 september
- Jaco Pastorius (35), Amerikaans basgitarist
- Bep Turksma (70), Nederlands verzetsstrijder

### 23 september
- Bob Fosse (60), Amerikaans filmregisseur
- Louis Kentner (82), Hongaars-Brits pianist
- Erland van Lidth (34), Nederlands-Amerikaans acteur, operazanger en worstelaar

### 24 september
- Damiaen Joan van Doorninck (85), Nederlands militair

### 25 september
- Mary Astor (81), Amerikaans actrice
- Tony Swain (65), Brits botanicus

### 26 september
- Ethel Catherwood (79), Canadees atlete
- Co Prins (49), Nederlands voetballer

### 28 september
- Ebele Talstra (67), Nederlands burgemeester

### 30 september
- Alfred Bester (73), Amerikaans schrijver

## Oktober

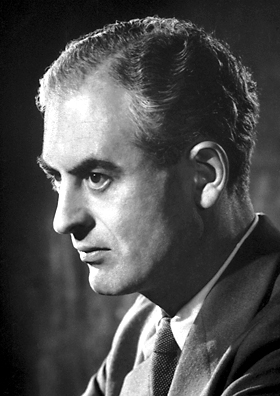
Peter Medawar
2 oktober

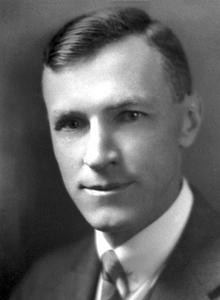
William Murphy
9 oktober

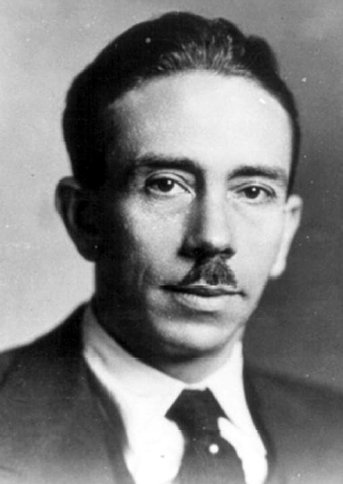
Gustavo Baz
12 oktober

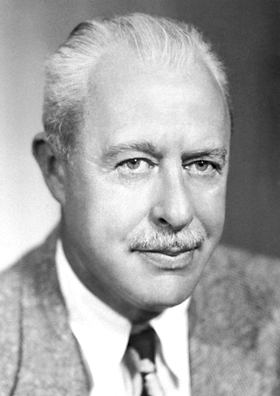
Walter Brattain
13 oktober

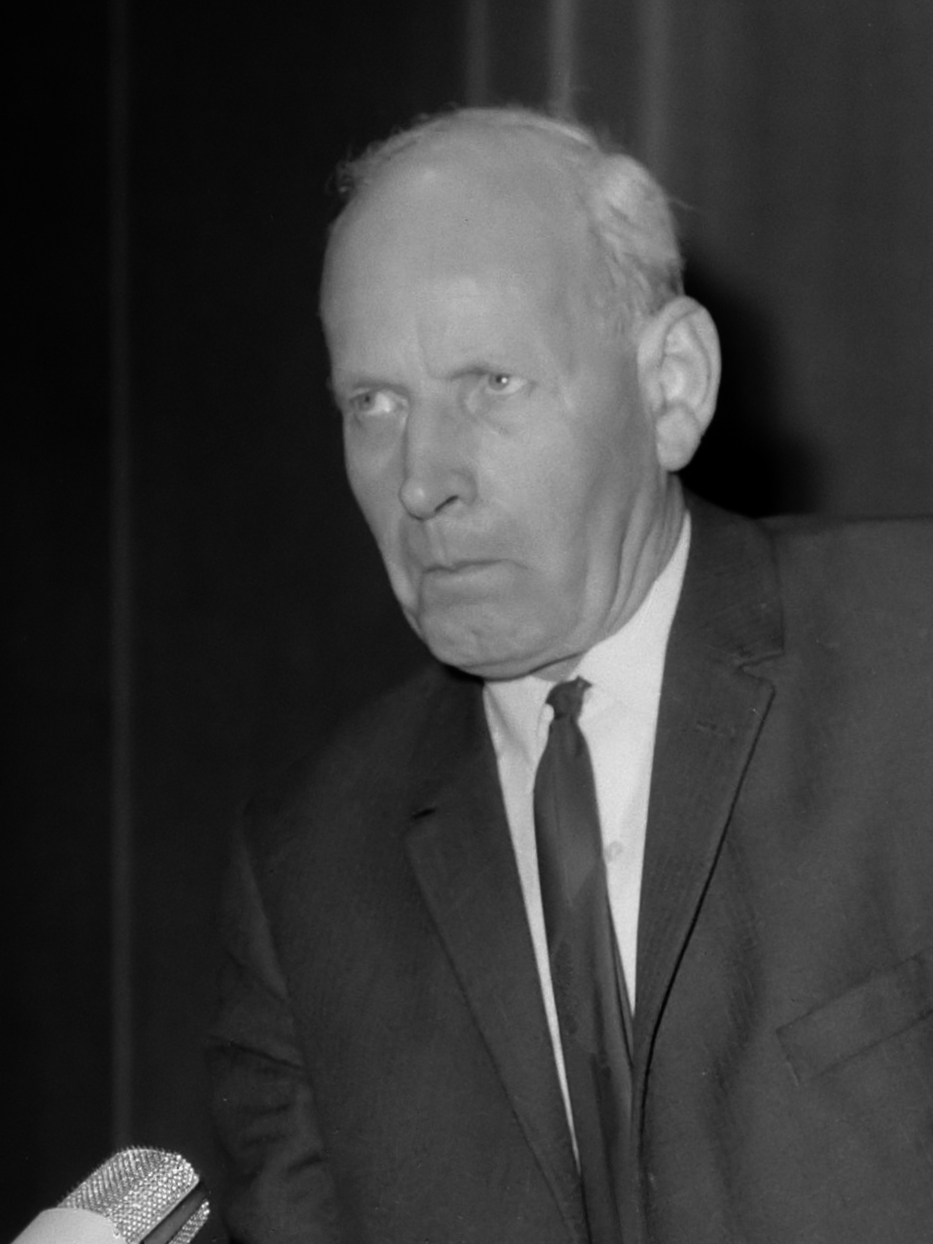
Jan van Eibergen
23 oktober

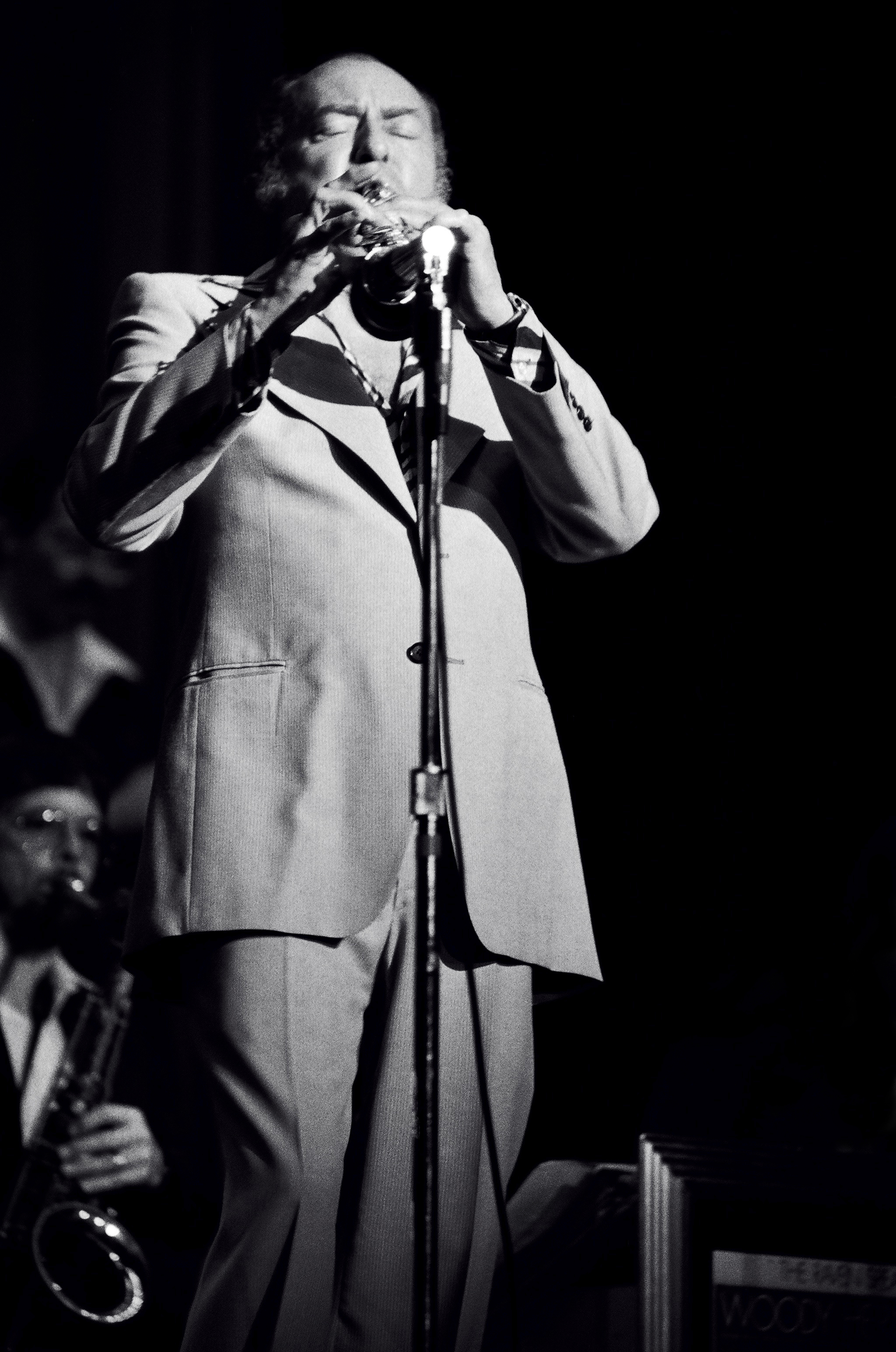
Woody Herman
29 oktober

| 1 | 2 | 3 | 4 | 5 | 6 | 7 | 8 | 9 | 10 | 11 | 12 | 13 | 14 | 15 | 16 | 17 | 18 | 19 | 20 | 21 | 22 | 23 | 24 | 25 | 26 | 27 | 28 | 29 | 30 | 31 |
| - | - | - | - | - | - | - | - | - | -- | -- | -- | -- | -- | -- | -- | -- | -- | -- | -- | -- | -- | -- | -- | -- | -- | -- | -- | -- | -- | -- |

### 1 oktober
- June Clyde (77),  Amerikaans actrice, zangeres en danseres

### 2 oktober
- Madeleine Carroll (81), Brits actrice
- Peter Heringa (41), Nederlands dichter
- Peter Medawar (72), Brits medicus

### 3 oktober
- Jean Anouilh (77), Frans toneelschrijver

### 5 oktober
- Richard Kubus (73), Duits voetballer
- Meindert Niemeijer (85), Nederlands schaakdeskundige en publicist

### 6 oktober
- Roald Jensen (44), Noors voetballer
- Jaap Min (73), Nederlands kunstschilder

### 7 oktober
- Miklós Béla Hoffer (76), Nederlands beeldhouwer
- Georges Claeys (81), Belgisch burgemeester

### 8 oktober
- Konstantinos Tsatsos (88), Grieks politicus

### 9 oktober
- William Murphy (95), Amerikaans medicus en Nobelprijswinnaar
- Bert Paige (66), Belgisch orkestleider en arrangeur
- Jan F. Vanderheyden (84), Belgisch bibliothecaris

### 11 oktober
- Uwe Barschel (43), Duits politicus
- Tjerk Vermaning (58), Nederlands archeoloog

### 12 oktober
- Gustavo Baz (93), Mexicaans politicus
- Fahri Korutürk (84), president van Turkije
- Heinz Lowin (48), Duits voetballer

### 13 oktober
- Walter Brattain (85), Amerikaans natuurkundige

### 14 oktober
- Nel Snel (79), Nederlands actrice

### 15 oktober
- Olga Oderkerk (62), Nederlands keramist
- Thomas Sankara (37), president van Burkina Faso

### 16 oktober
- Gerhard J.D. Aalders H. Wzn (72), Nederlands historicus
- Joseph Höffner (80), Duits kardinaal
- René Verheezen (41), Belgisch acteur en regisseur

### 18 oktober
- Jan Jacobus Abspoel (52), Nederlands jurist
- Adriaan Ditvoorst (47), Nederlands filmregisseur
- Joseph Schauers (88), Amerikaans roeier

### 19 oktober
- Hermann Lang (78), Duits autocoureur
- Jacqueline du Pré (42), Brits celliste

### 20 oktober
- Raymond Derine (61), Belgisch politicus
- Andrej Kolmogorov (84), Russisch wiskundige

### 22 oktober
- Anton van Oostenrijk-Toscane (86), lid Oostenrijkse adel
- Lino Ventura (68), Italiaans acteur

### 23 oktober
- Jan van Eibergen (81), Nederlands politicus
- Alejandro Scopelli (79), Italo-Argentijns voetballer en trainer

### 24 oktober
- Raymond Francis (76), Brits acteur

### 25 oktober
- Bas de Jong (60), Nederlands journalist
- Pascal Jules (26), Frans wielrenner
- Gerald Pearson (82), Amerikaans natuurkundige

### 26 oktober
- Aldo Boffi (72), Italiaans voetballer
- Victor Ganz (74), Amerikaans kunstverzamelaar

### 27 oktober
- Edgard Van Cauwelaert (70), Belgisch rechter

### 28 oktober
- André Masson (91), Frans kunstschilder

### 29 oktober
- Woody Herman (74), Amerikaans jazzklarinettist
- Hermann Schwander (75), Duits componist

### 30 oktober
- Joseph Campbell (83), Amerikaans schrijver

## November

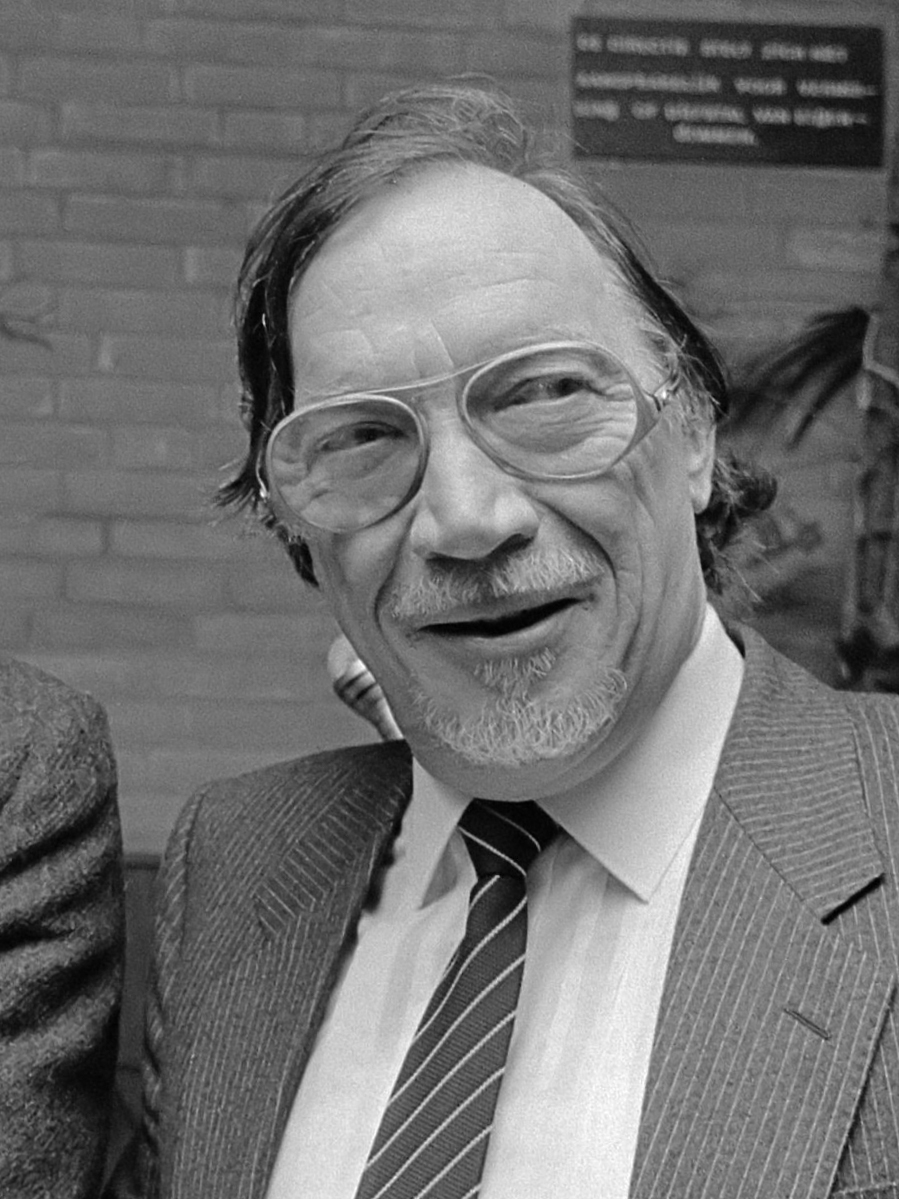
Charlie Nederpelt
8 november

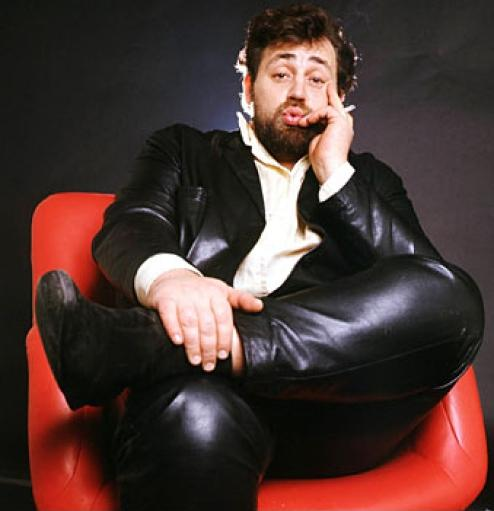
Cornelis Vreeswijk
12 november

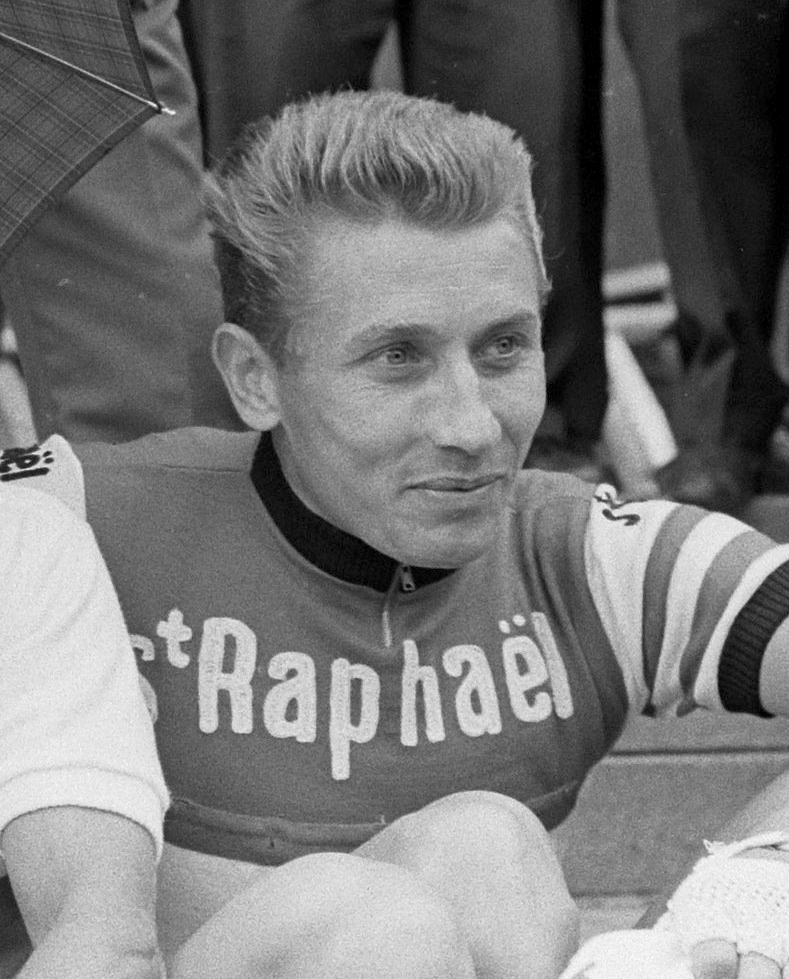
Jacques Anquetil
18 november

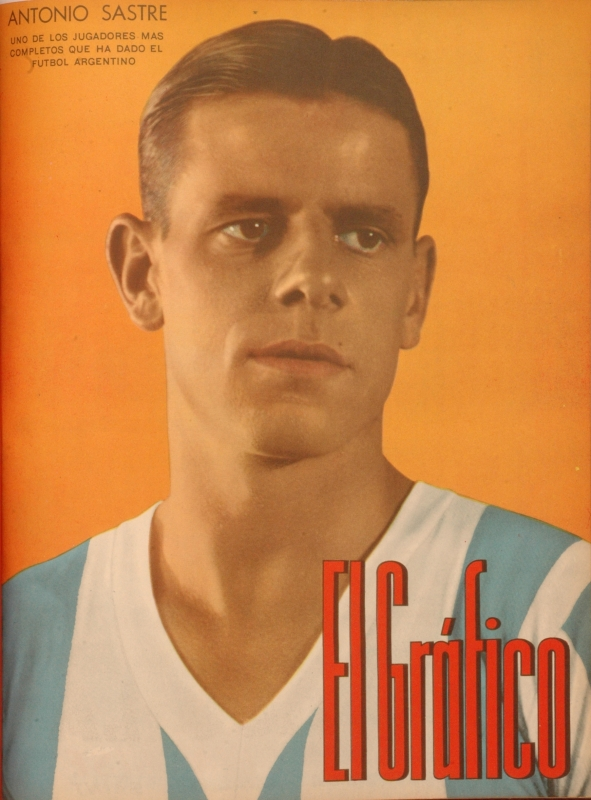
Antonio Sastre
23 november

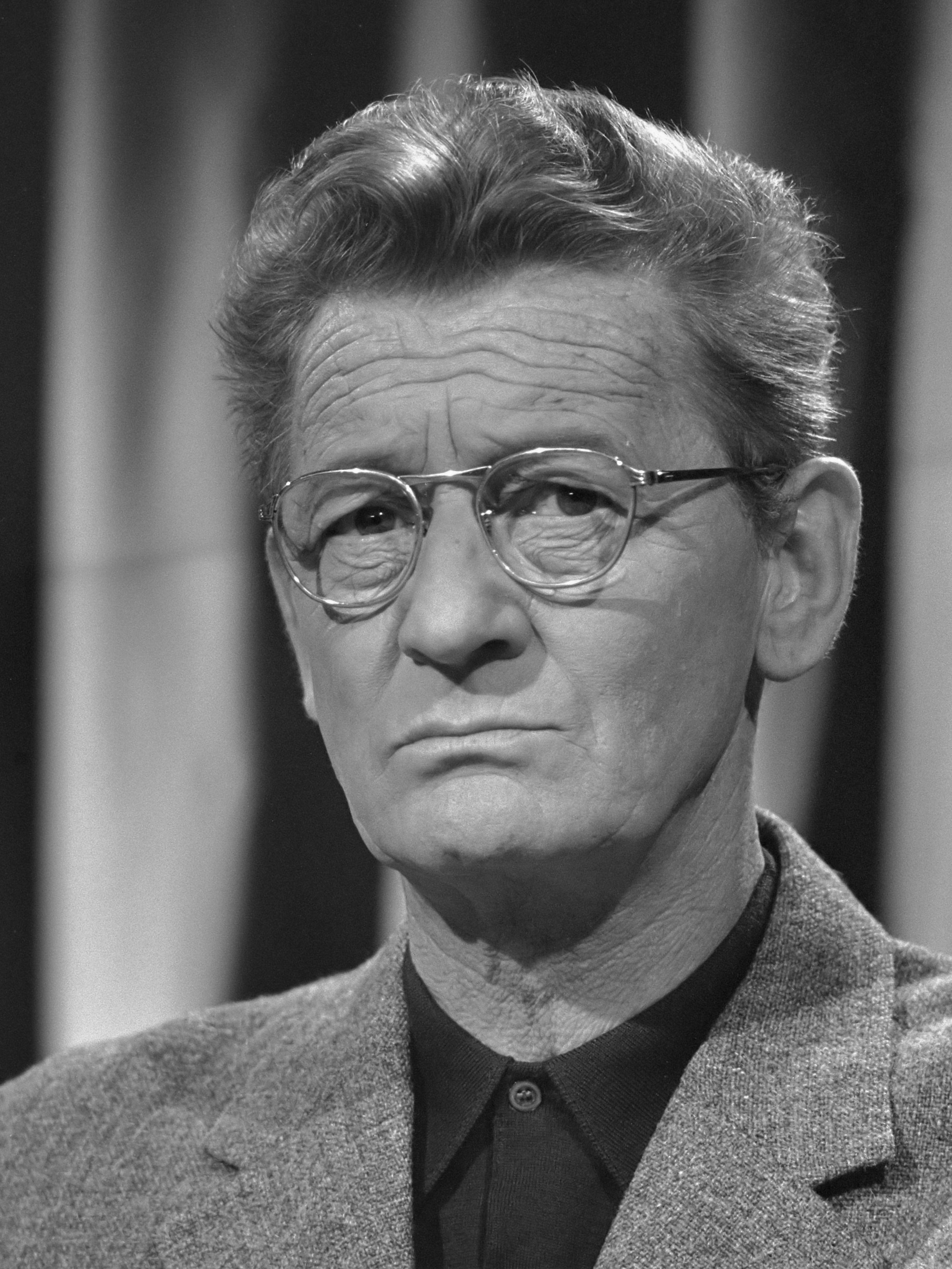
Simon Carmiggelt
30 november

| 1 | 2 | 3 | 4 | 5 | 6 | 7 | 8 | 9 | 10 | 11 | 12 | 13 | 14 | 15 | 16 | 17 | 18 | 19 | 20 | 21 | 22 | 23 | 24 | 25 | 26 | 27 | 28 | 29 | 30 |
| - | - | - | - | - | - | - | - | - | -- | -- | -- | -- | -- | -- | -- | -- | -- | -- | -- | -- | -- | -- | -- | -- | -- | -- | -- | -- | -- |

### 3 november
- André Roussin (76), Frans schrijver

### 5 november
- Jan Nicolaas Bakhuizen van den Brink (91), Nederlands kerkhistoricus
- Carel van Schelle (74), Nederlands diplomaat

### 6 november
- Arne Borg (86), Zweeds zwemmer
- Opie Cates (78), Amerikaans bigbandleider

### 7 november
- Abraham Horodisch (89), Nederlands uitgever en publicist
- Hans Klomp (85), Nederlands dichter en journalist

### 8 november
- Charlie Nederpelt (67), Nederlands orkestleider

### 10 november
- Seyni Kountché (56), president van Niger

### 12 november
- Cornelis Vreeswijk (50), Nederlands zanger en liedjesschrijver

### 13 november
- Jayatirtha dasa Adhikari (39), Brits sekteleider

### 14 november
- Pieter Menten (88), Nederlands oorlogsmisdadiger

### 15 november
- Ernő Goldfinger (85), Hongaars-Brits architect en ontwerper

### 18 november
- Jacques Anquetil (53), Frans wielrenner

### 19 november
- Lee Byung-chull (77), Zuid-Koreaans ondernemer
- Roger Lesley (65), Brits gitaarbouwer

### 23 november
- Antonio Sastre (76), Argentijns voetballer
- Bechtold Eugen von Bernstorff (85), lid Duitse adel

### 24 november
- Anton Pieck (92), Nederlands tekenaar en illustrator

### 25 november
- Elias Canneman (82), Nederlands architect
- Francisco Dalupan sr. (92), Filipijns onderwijsbestuurder

### 26 november
- Joy Paul Guilford (90), AMerikaans psycholoog
- Duncan Sandys (79), Brits politicus
- Raymond Westerling (68), Nederlands militair

### 27 november
- Marcel Piron (75), Belgisch politicus

### 30 november
- Simon Carmiggelt (74), Nederlands journalist en schrijver
- Scrappy Lambert (86), Amerikaans zanger
- Josef Vrana (82), Tsjechisch geestelijke

## December

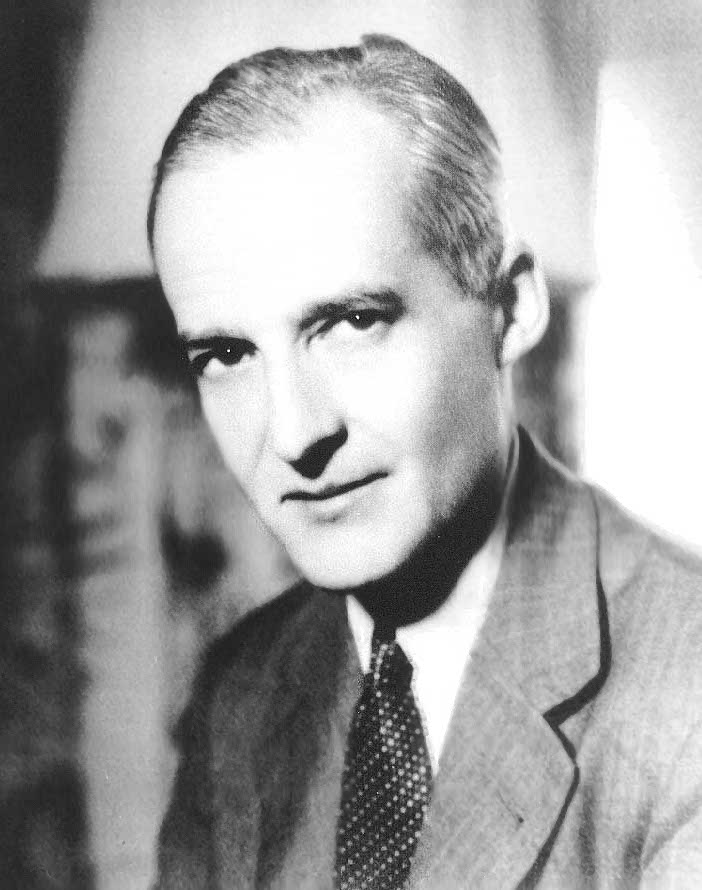
Luis Federico Leloir
2 december

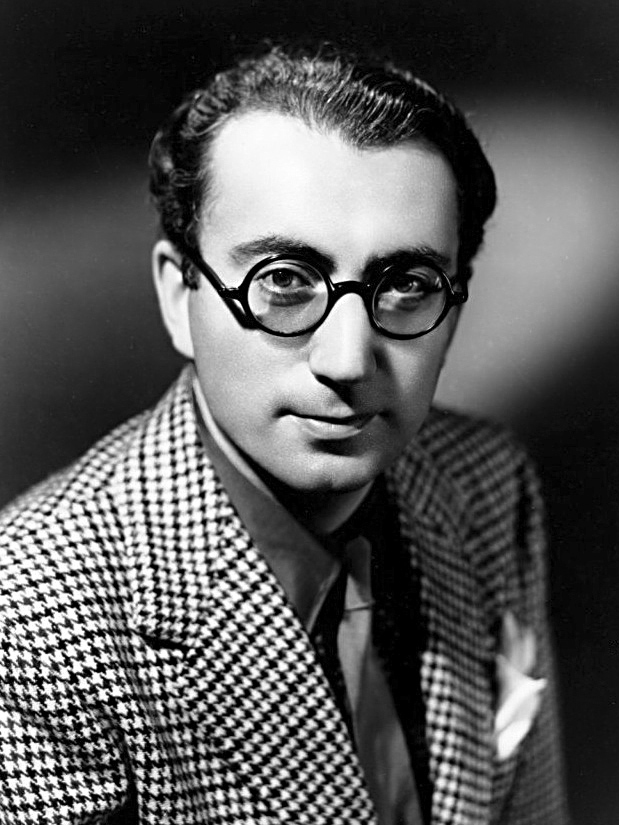
Rouben Mamoulian
4 december

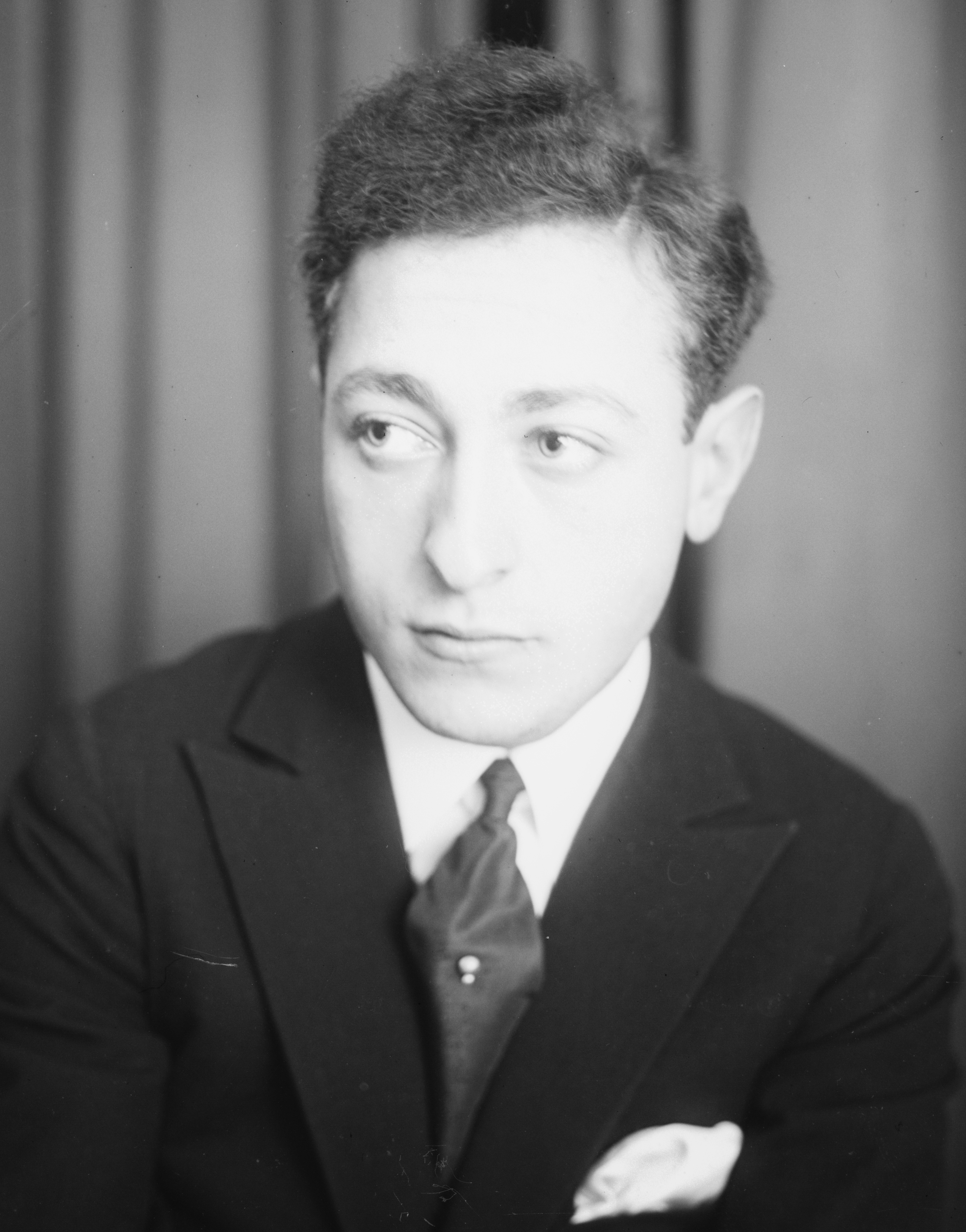
Jascha Heifetz
10 december

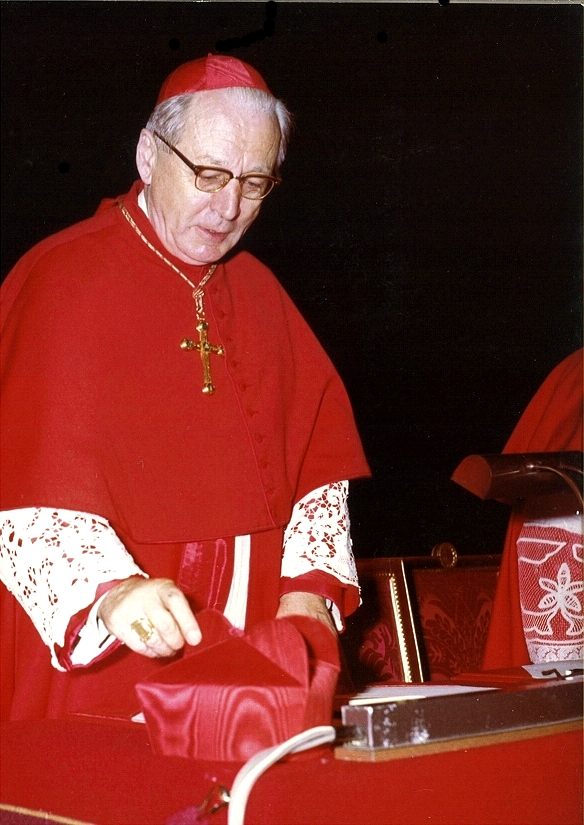
Bernardus Alfrink
17 december

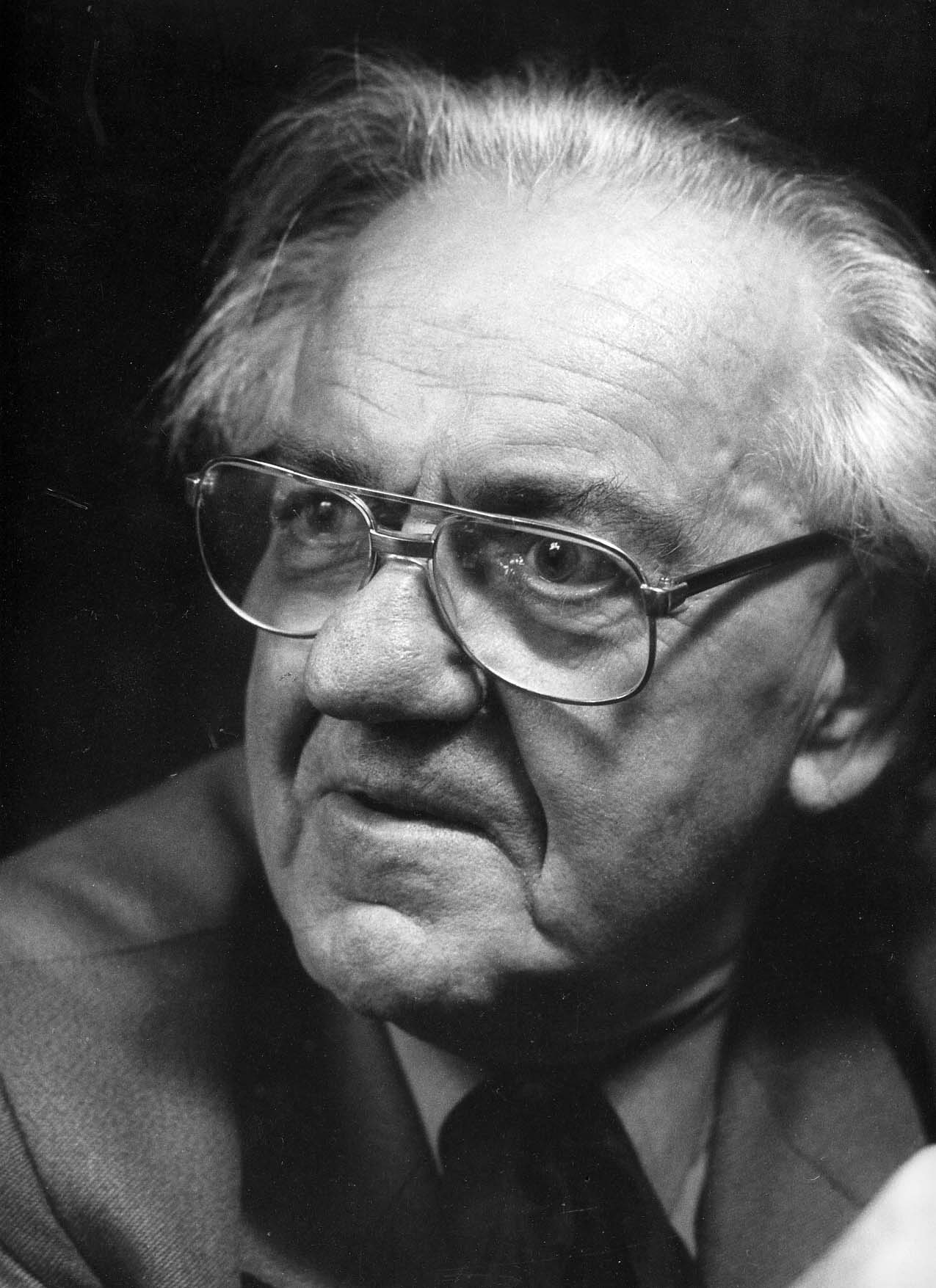
G.A. van Oorschot
18 december

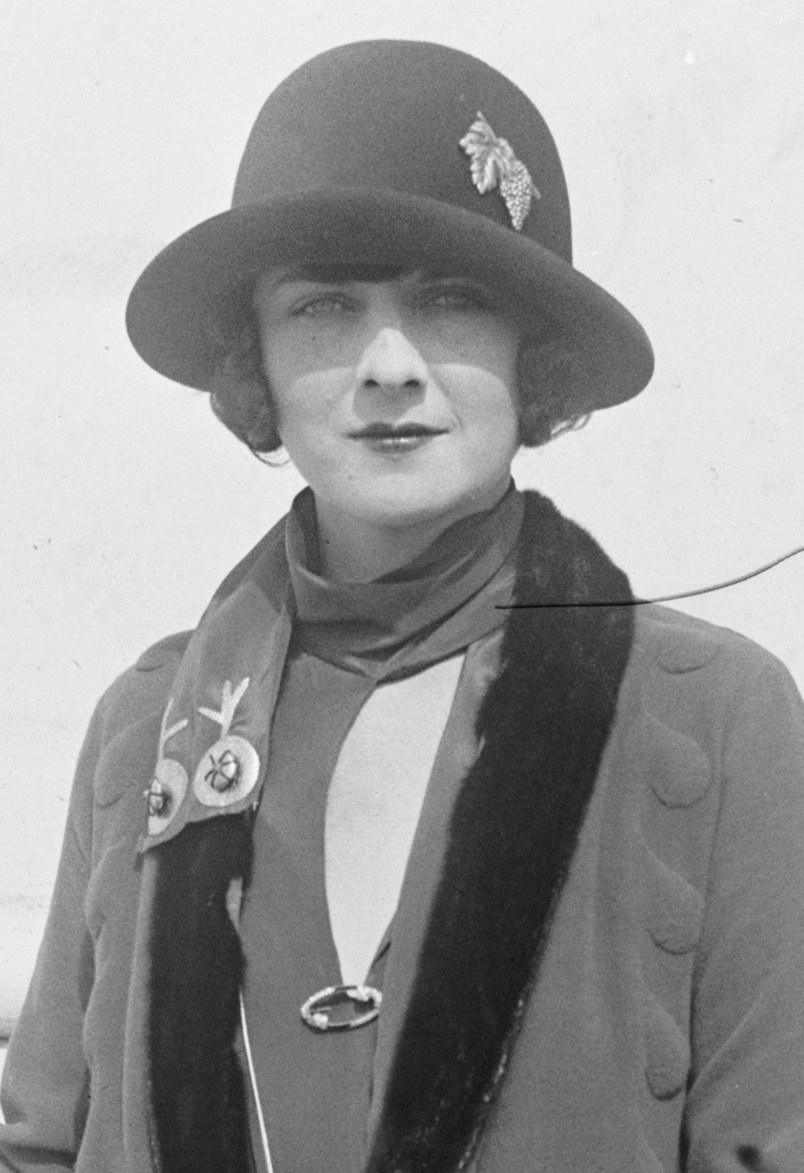
Alice Terry
22 december

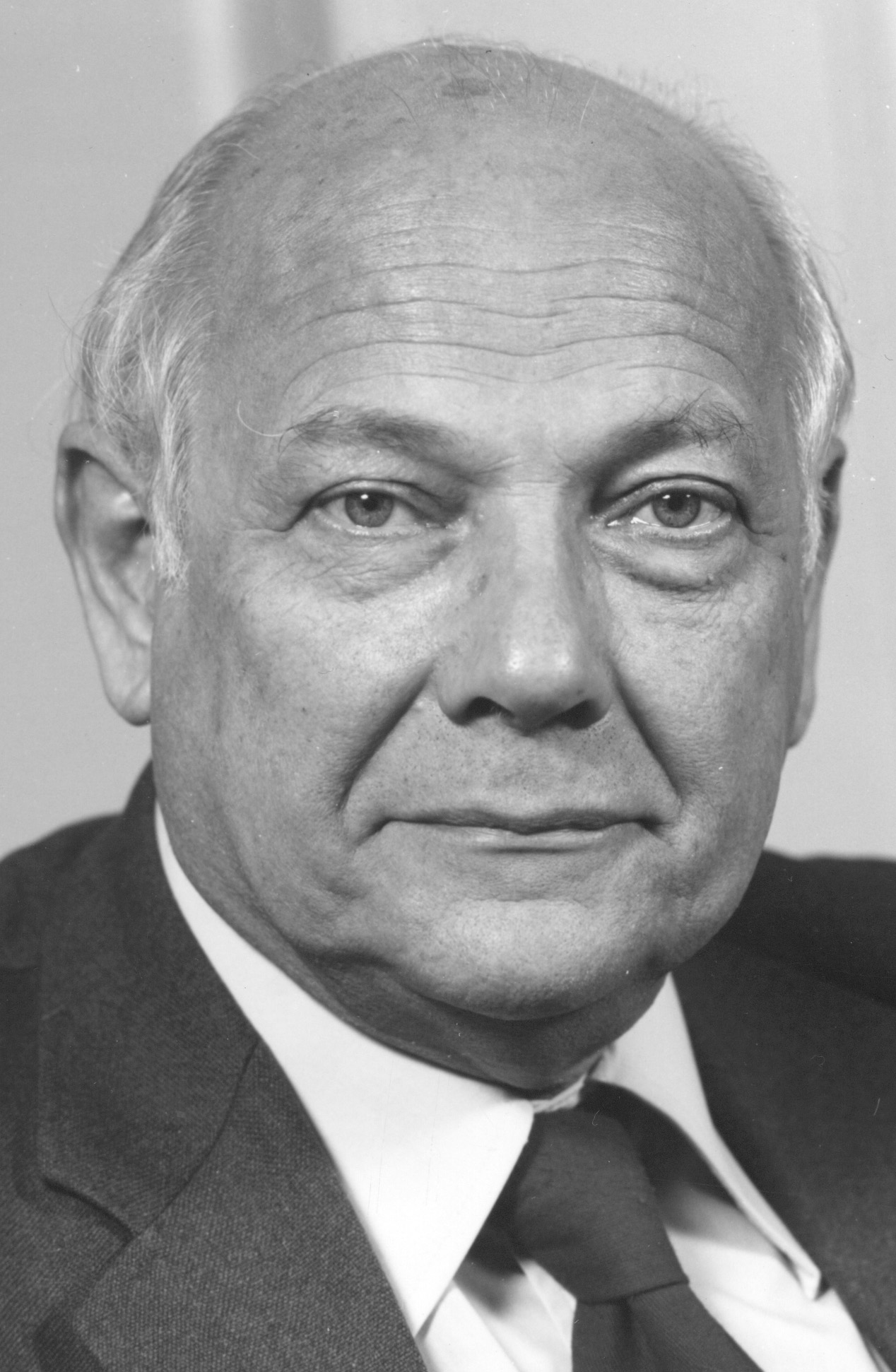
Joop den Uyl
24 december

| 1 | 2 | 3 | 4 | 5 | 6 | 7 | 8 | 9 | 10 | 11 | 12 | 13 | 14 | 15 | 16 | 17 | 18 | 19 | 20 | 21 | 22 | 23 | 24 | 25 | 26 | 27 | 28 | 29 | 30 | 31 |
| - | - | - | - | - | - | - | - | - | -- | -- | -- | -- | -- | -- | -- | -- | -- | -- | -- | -- | -- | -- | -- | -- | -- | -- | -- | -- | -- | -- |

### 1 december
- James Baldwin (63), Amerikaans schrijver

### 2 december
- Frank Edebau (72), Belgisch museumdirecteur
- Luis Federico Leloir (81), Argentijns biochemicus
- Jakov Borisovitsj Zeldovitsj (73), Sovjet-Russisch natuurkundige

### 3 december
- Octave Van den Storme (88), Belgisch politicus

### 4 december
- Pericle Fazzini (74), Italiaans kunstenaar
- Arnold Lobel (54), Amerikaans schrijver
- Rouben Mamoulian (90), Russisch filmregisseur

### 5 december
- Robert Lussac (85), Belgisch acteur

### 6 december
- Anton Labberton (83), Nederlands kunstschilder

### 7 december
- Jaime Ongpin (49), Filipijns zakenman en minister
- Philippe Tesnière (32), Frans wielrenner

### 8 december
- Christina van Druten-Hoogakker (111), oudste persoon in Nederland

### 9 december
- János Bédl (58), Hongaars voetballer
- Ernst August von Hannover (73), lid Duitse adel

### 10 december
- Jascha Heifetz (86), Amerikaans violist

### 11 december
- George Harold Brown (79), Amerikaans elektrotechnicus
- Adile Naşit (57), Turks actrice

### 12 december
- Clifton Chenier (62), Amerikaans accordeonist
- Louis De Meester (83), Belgisch componist

### 13 december
- Claude T. Smith (55), Amerikaans componist

### 17 december
- Bernardus Alfrink (87), Nederlands kardinaal
- Marguerite Yourcenar (84), Belgisch-Frans schrijfster

### 18 december
- Alfons Bērziņš (71), Lets schaatser
- Léon Bouter (52), Nederlands couturier en beeldhouwer
- G.A. van Oorschot (78), Nederlands schrijver en uitgever
- Conny Plank (47), Duits muziekproducent
- Aagje Zuidland-de Vries (108), oudste vrouw in Nederland

### 19 december
- Mehmed Hoxha (79), Joegoslavisch politicus
- Frans Janssen (75), Nederlands bisschop
- Joan Remmelts (82), Nederlands acteur

### 21 december
- Kees Elffers (89), Nederlands architect
- Paul Talman (55), Zwitsers kunstenaar

### 22 december
- Henry Cotton (80), Amerikaans golfer
- Alice Terry (88), Amerikaans actrice

### 24 december
- Josef Myrow (77), Russisch-Amerikaans componist
- Joop den Uyl (68), Nederlands politicus

### 25 december
- Sidney Jack Wijnperle (59), Nederlands politicus

### 26 december
- Chester Gorham Osborne (72), Amerikaans componist

### 27 december
- Priscilla Dean (91), Amerikaans actrice

### 29 december
- Earl V. Moore (97), Amerikaans componist
- Peter Rozemeijer (40), Nederlands couturier

### 31 december
- Virgile Moine (87), Zwitsers politicus

## Datum onbekend
- Cyril Horn (82), Brits schaatsster (overleden in februari)
- Piet Sterckx (61), Belgisch journalist en toneelschrijver (overleden in juni)

1900 ·
1901 ·
1902 ·
1903 ·
1904 ·
1905 ·
1906 ·
1907 ·
1908 ·
1909 ·
1910 ·
1911 ·
1912 ·
1913 ·
1914 ·
1915 ·
1916 ·
1917 ·
1918 ·
1919 ·
1920 ·
1921 ·
1922 ·
1923 ·
1924 ·
1925 ·
1926 ·
1927 ·
1928 ·
1929 ·
1930 ·
1931 ·
1932 ·
1933 ·
1934 ·
1935 ·
1936 ·
1937 ·
1938 ·
1939 ·
1940 ·
1941 ·
1942 ·
1943 ·
1944 ·
1945 ·
1946 ·
1947 ·
1948 ·
1949 ·
1950 ·
1951 ·
1952 ·
1953 ·
1954 ·
1955 ·
1956 ·
1957 ·
1958 ·
1959 ·
1960 ·
1961 ·
1962 ·
1963 ·
1964 ·
1965 ·
1966 ·
1967 ·
1968 ·
1969 ·
1970 ·
1971 ·
1972 ·
1973 ·
1974 ·
1975 ·
1976 ·
1977 ·
1978 ·
1979 ·
1980 ·
1981 ·
1982 ·
1983 ·
1984 ·
1985 ·
1986 ·
1987 ·
1988 ·
1989 ·
1990 ·
1991 ·
1992 ·
1993 ·
1994 ·
1995 ·
1996 ·
1997 ·
1998 ·
1999 ·
2000 ·
2001 ·
2002 ·
2003 ·
2004 ·
2005 ·
2006 ·
2007 ·
2008 ·
2009 ·
2010 ·
2011 ·
2012 ·
2013 ·
2014 ·
2015 ·
2016 ·
2017 ·
2018 ·
2019 ·
2020 ·
2021 ·
2022 ·
2023 ·
2024 ·
2025